# نستعلیق
نَسْتَعْلیق یکی از شیوه‌های خوشنویسی ایرانی است. این واژه چنانکه در تَذکِره‌ها و مُرَقَّعات و اشعار آورده‌اند، از دو واژهٔ نَسْخ و تَعلیق پدید آمده است. خطِّ نستعلیق دومین خطِّ ویژهٔ ایرانیان است. پیدایش نستعلیق پس از حملهٔ مغول و در روزگار ایلخانی با دگرگونی‌های شگرف در نگارگری ایرانی همراه بود و این دو تحول، همزمان و در عصرِ زرّینِ هنرِ ایران شکل گرفته‌اند و بنابراین بررسیِ یکی بدون توجه به دیگری درست نمی‌نماید. نستعلیق در محیطی پرورش یافت که در آن، نگارگری ایران فُرمِ قطعیِ خویش را در آثارِ احمد موسی در نیمهٔ نخست سدهٔ هشتم هجری یافته بود. به‌گمانِ بسیار، نستعلیق‌های نخستین، پیرامون اواخرِ زندگیِ احمد موسی همزمان با آغازِ ظهورِ میرعلی تبریزی در اوایلِ نیمهٔ دومِ سدهٔ هشتم هجری و در بخش بزرگی از غرب ایران پدیدار شده‌اند. هیچ نشانه‌ای مبنی بر پیدایشِ نستعلیق پیش از نیمهٔ دوم سدهٔ هشتم هجری وجود ندارد. با آنکه بیشتر پژوهشگران، واضعِ این خط را میرعلی تبریزی دانسته‌اند اما هیچ اطلاعاتِ مُتقَنی در این‌باره وجود ندارد و تنها گفتهٔ سُلطانعلی مشهدی است که میرعلی را واضعِ این خط دانسته است. نشانه‌ها این نتیجه را به‌دست می‌دهند که نستعلیق به یک‌باره و توسط یک تن آفریده نشده و پیدایش آن تدریجی بوده است و احتمالاً میرعلی تبریزی برای نخستین بار آن را قاعده‌مند و اصولش را مشخص کرده است و ازاین‌رو او را واضعِ نستعلیق نامیده‌اند.
در ایران دو سبک نگارش نستعلیق به‌کار رفت: یکی به‌نام سبک جعفر یا اَظهَر که بسیار تحسین‌برانگیز بود و پس از پیرایش به‌دست سلطانعلی مشهدی در خراسان رواج گرفت و ازهمین‌رو، به شیوهٔ «نستعلیق خراسانی یا شرقی» شناخته می‌شود. سبک دوم، شیوهٔ عبدُالرَّحمن خوارَزمی و پسرانش، عبدُالرَّحیم و عبدُالْکَریم بود که در غرب و جنوب ایران استفاده می‌شد و ازاین‌رو «شیوهٔ غربی» نامیده شده است. سرانجام سبک غربی در ایران از بین رفت اما می‌توان اثر آن را در نستعلیق افغان، هندی و پاکستانی شناسایی کرد. اما شیوهٔ شرقی که در سده‌های پسین تکامل یافت، نستعلیقی است که در حال حاضر در ایران رواج دارد.
نستعلیق در مسیرِ تکاملش به‌دست سلطانعلی مشهدی قوی شد و به حرکت آمد؛ میر علی هِرَوی و مالک دیلَمی و باباشاه اصفهانی و محمدحسین تبریزی آن را قوام دادند و میرعماد حسنی آن را به کمال رساند. بسیاری از خوشنویسان از دربارِ صفوی به دربارِ گورکانیان هند یا عثمانی رفتند و خطّ نستعلیق را در آن سرزمین‌ها رواج دادند و نستعلیق از آنجا به بسیاری از کشورهای اسلامی راه پیدا کرد. پس از میرعماد نستعلیق کم‌کم جایگاهِ رفیعِ خود را در خوشنویسیِ جهان باز کرد. شاگردان و پیروانِ میرعماد شیوهٔ او را محفوظ داشتند و آن را رواج دادند و تا سدهٔ دوازدهم هجری قمری آن را با همان فرم و صورت، به پسینیان سپردند. سدهٔ دوازدهم دورانِ افولِ خوشنویسیِ ایرانی بود و این وضع تا ابتدای سدهٔ سیزدهم هجری قمری ادامه یافت. در نیمهٔ دوم این سده، نستعلیق دوباره جان گرفت و تا اوایل سدهٔ چهاردهم هجری قمری، شماری از چیره‌دست‌ترین خوشنویسان پا به عرصه گذاشتند که آثارشان نمایشگرِ یکی از درخشان‌ترین دوره‌های خوشنویسی در ایران است. در سدهٔ سیزدهم هجری قمری، همچنان نستعلیق جایگاهِ برترش را در خوشنویسی نگاه داشت. آغازِ عصر قاجاری، دورانِ رکودِ خوشنویسی است. اما بعدها خوشنویسانی نامدار مانند میرزا غلامرضا اصفهانی و میرزا محمدرضا کَلْهُر پدید آمدند. در سدهٔ چهاردهم دوباره خوشنویسی از کانون توجه به کنار نهاده شد و خوشنویسانِ اندکی در مدت چهل سالِ اوایل این سده، ظهور کردند که نامدارترین‌شان عِمادُالْکُتّاب در نستعلیق بود. نستعلیق در سدهٔ چهارده هجری خورشیدی اعتبار خود را حفظ کرد و اصولش همان اصول بنیادگذاردهٔ میرعماد است.
به‌گفتهٔ فضائلی، نستعلیق از نظرِ جایگاهِ آفرینش، پس از تعلیق و در جایگاهِ هشتم قرار دارد. از نظرِ رسایی و بیان مطلب و آسانیِ خوانش، در جایگاهِ دوم و سوم از نسخ، از نگاهِ آسان‌نویسی و سرعت در جایگاهِ سوم و چهارم از شکسته و از نظرِ زیبایی در جایگاهِ نخست و زیباترین خطوط است. نستعلیق خطّی است قاعده‌مند و با اندازه‌های مشخص؛ در قاعده‌مندی، وضوح و تعادل مانند نسخ است و در سرعتِ نوشتن به تعلیق شباهت دارد؛ اما در زیبایی و لطافت از هر دو برتر است. این خط کندنویسیِ نسخ و کاستی‌های تعلیق را ندارد. نظم و اعتدال، استحکام و متانت، و تزئینات ظریف و دلپذیر، آن را مُصَفّا، دلگشا و شادی‌آفرین می‌نمایاند. بیشترین کاربردِ نستعلیق در نگارشِ کتاب‌های عادی، ادبی و متن‌های غیرمذهبی است. از ابتدای پیدایش تاکنون به‌ندرت متن‌های عربی مانند قرآن، احادیث یا ادعیه با این خط نوشته شده و اغلب دیوان شاعران و کتاب‌های ادبی با این خط نگارش یافته است. به‌گفتهٔ علی حصوری، تاریخ‌نگاران بر این اتفاقند که زیباترین خطِّ جهان، نستعلیق است. شماری از متخصصانِ برجستهٔ تاریخِ هنر نیز نستعلیق را ستوده‌اند و آن را شگفت خوانده‌اند.

## نام
نستعلیق چنانکه در تذکره‌ها و مُرَقَّعات و اشعار آورده‌اند، از دو واژهٔ نَسْخ و تَعلیق پدید آمده است و آن را تا مدت‌ها «نَسْخْتَعلیق» یا «نَسخِ تَعلیق» می‌گفته‌اند. سپس بسیاریِ کاربردْ آن را در نستعلیق خلاصه کرده است. نستعلیق با وجودِ پیدایش از آمیزشِ دو خطِّ نسخ و تعلیق، تعلیق را منسوخ کرد و رونقش را انداخت و به فراموشی‌اش سپرد. بعضی از تذکره‌نویسان و خوشنویسانِ غیرایرانی، نستعلیق را «خطِّ فارسی» نام داده‌اند و اکنون در کشورهای عربی، ترکیه و مصر آن را «فارسی» و گاهی «نستعلیق» و یا «تعلیق» می‌نامند. حبیبُ‌الله فَضائِلی می‌گوید نامِ «فارسی» با توجه به ایرانی بودنِ آفرینندگان و پرورش‌دهندگانش، درست است؛ اما نامِ «تعلیق» خطاست چراکه آن، خود خطّی دیگر است.

نمونه آثارِ میرعلی تبریزی
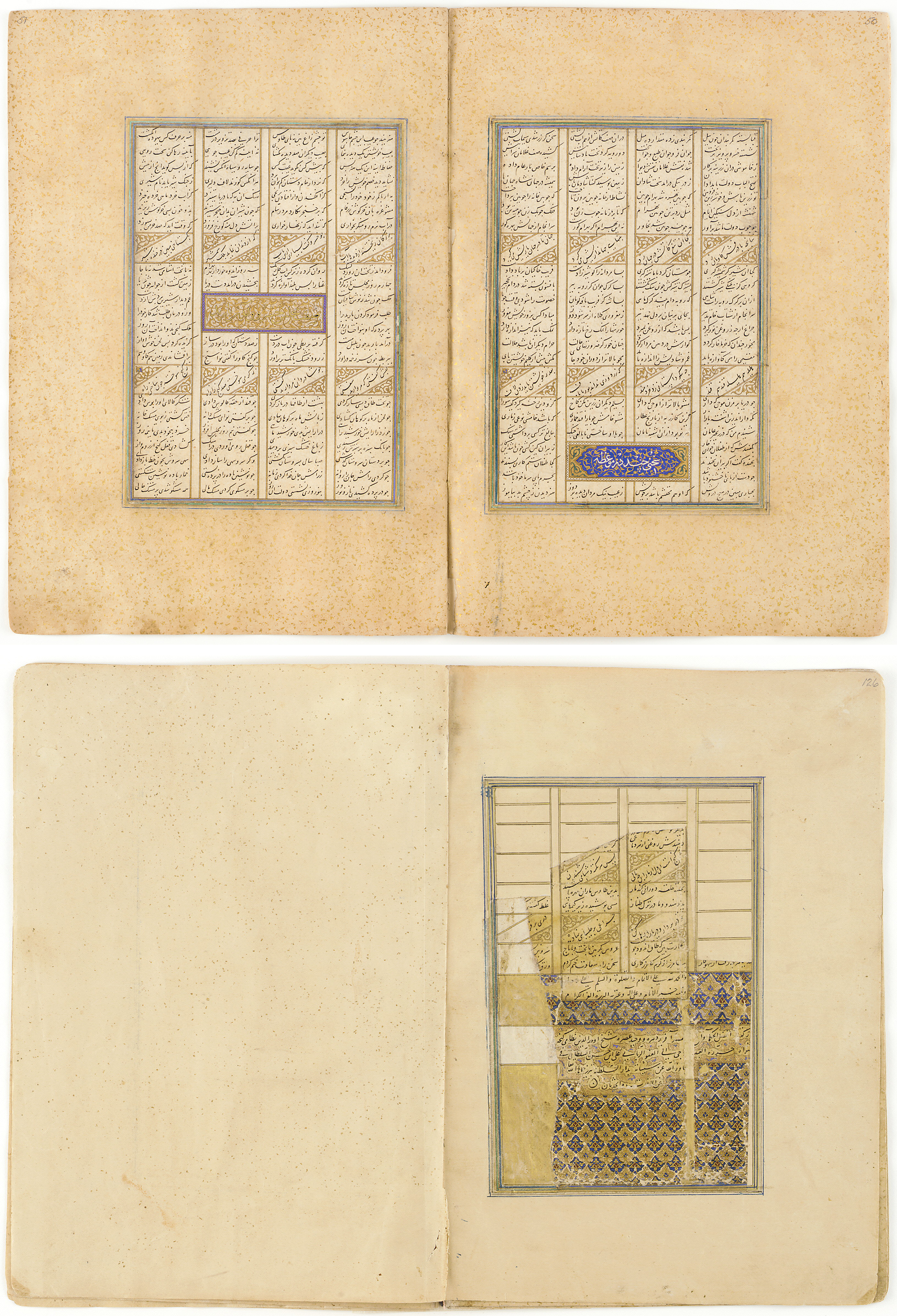
۱
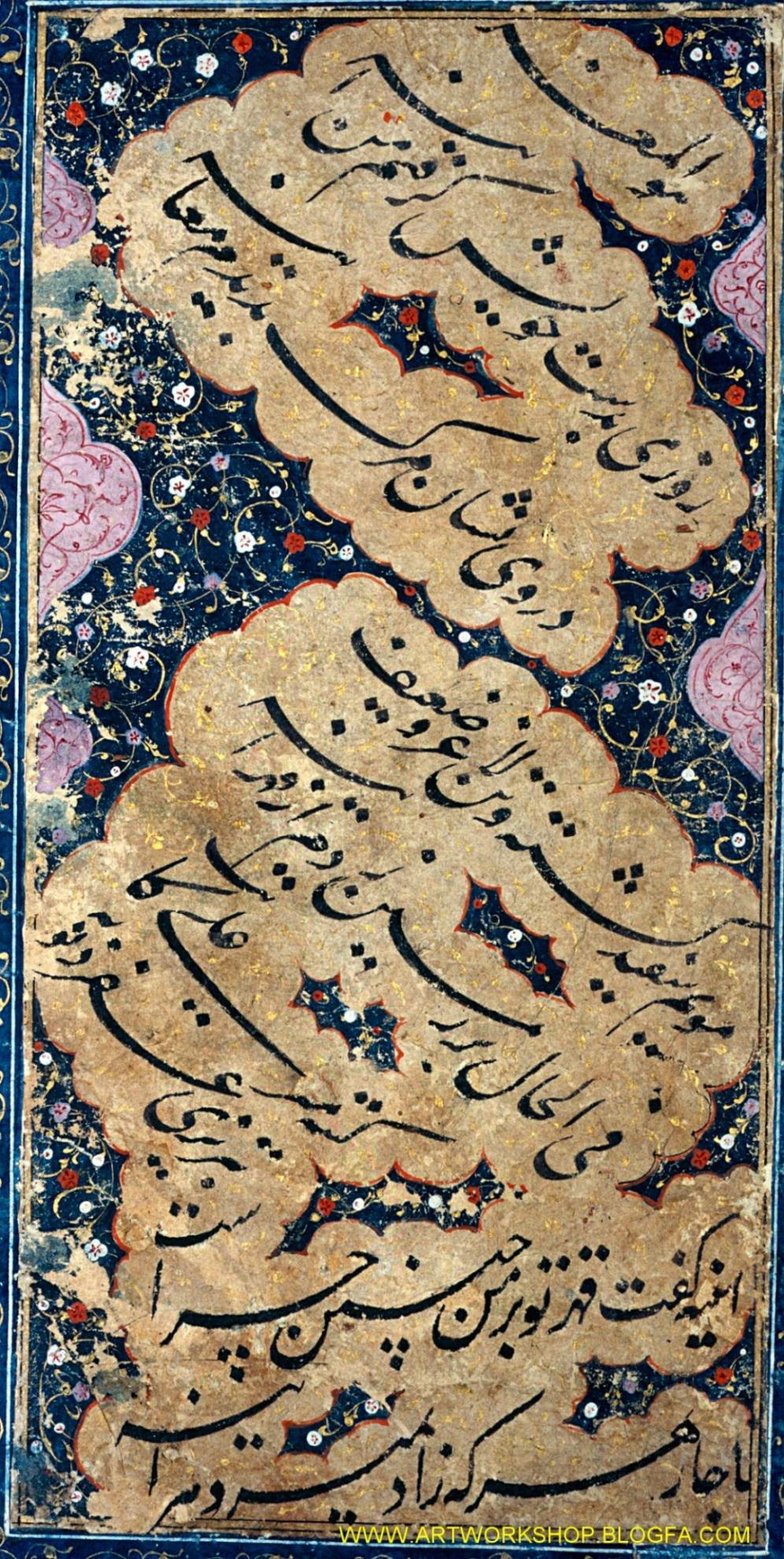
۲
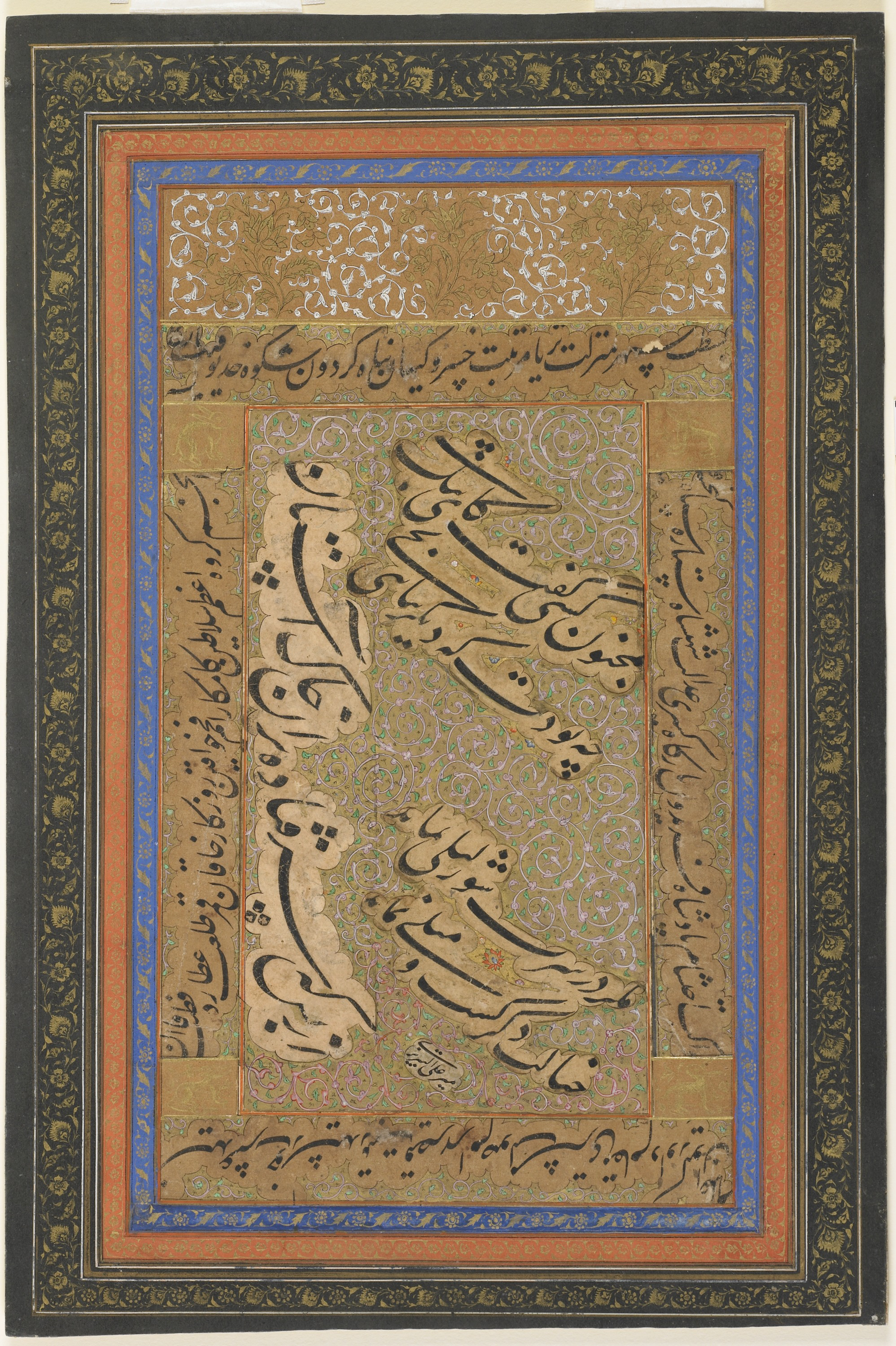
۳

## زمینه
|  |  |

|  |  |  |

فضائلی می‌گوید ویژگیِ دیگرِ خطِّ فارسی آن است که تکاملش با تحولِ نقاشیِ ایرانی همراه بوده است و ازاین‌رو نگریستن به صفحه‌ای خوشنویسی، لذّت‌بخش است حتی اگر بینندهْ زبانِ فارسی هم نداند. پیدایشِ نستعلیق با دگرگونی‌های عمیقی که پس از حملهٔ مغول و در روزگار ایلخانی در نگارگریِ ایرانی به وجود آمد، هم‌زمان بود و در عصری رخ داد که هنر ایرانی دوران شکوفایی خود را آغاز کرده بود. با توجه به تاثیر متقابل تغییرات در نگارگری و خوشنویسی، بررسیِ یکی بدون توجه به دیگری درست نمی‌نماید. نستعلیق در محیطی پرورش یافت که در آن نگارگری ایران فُرمِ قطعیِ خویش را در آثارِ احمد موسی در نیمهٔ نخست سدهٔ هشتم هجری یافته بود. کارِ احمد موسی در آفرینشِ مکتب یا انقلابی در نقاشی سبب شد تا پس از آن، خطّ نسخ دیگر تواناییِ همنشینی با نگارگریِ ایرانی را نداشته باشد. ازاین‌رو خطی بایست جانشین می‌شد که ظرفیتِ همنشینی با حیاتِ دوبارهٔ نگارگریِ ایران را داشته باشد. در میان خطوطِ موجود در آن زمان، تعلیق مستعدِّ این همنشینی بود اما آن هم دارای انحناهای زاید بود. چنین شد که نستعلیق از آمیزشِ نسخ و تعلیق زاده شد. علی حَصوری می‌گوید تغییر و دخل و تصرف در خط برای هماهنگی با نقاشی بایستی از سوی کسانی انجام می‌شد که در هر دو هنرْ توانا بوده باشند. این تغییر به مهارت در نقاشی و ذهنی هوشیار نیاز دارد که این ویژگی‌ها دربارهٔ میرعلی تبریزی صدق می‌کند. از منابعِ مهمِ بررسیِ تاریخِ نستعلیق، دستنویس‌های دیوانِ حافظند. یکی از این نسخه‌ها متعلق به پیش از ۷۹۵ ه‍.ق، به خطّ نستعلیقِ ابتدایی است که دربردارندهٔ بخشی از غزلیاتِ حافظ است. نسخه‌های دیگر از دیوان تا تاریخ ۸۳۰ ه‍.ق، بیشتر به نَسْخَند و بعضی متمایل به نستعلیق؛ اما شماری هم کاملاً به نستعلیق نوشته شده‌اند. به‌گمانِ بسیار، نستعلیق‌های نخستین، پیرامون اواخرِ زندگیِ احمد موسی همزمان با آغازِ ظهورِ میرعلی تبریزی در اوایلِ نیمهٔ دومِ سدهٔ هشتم هجری و در بخش بزرگی از غرب ایران پدیدار شده‌اند. جز دیوانِ حافظ آثاری دیگر در دستند که نشان‌دهندهٔ کاربردِ خطی میان نسخ و نستعلیق در نیمهٔ سدهٔ هشتم هجری است.

نمونه آثارِ میر علی هروی
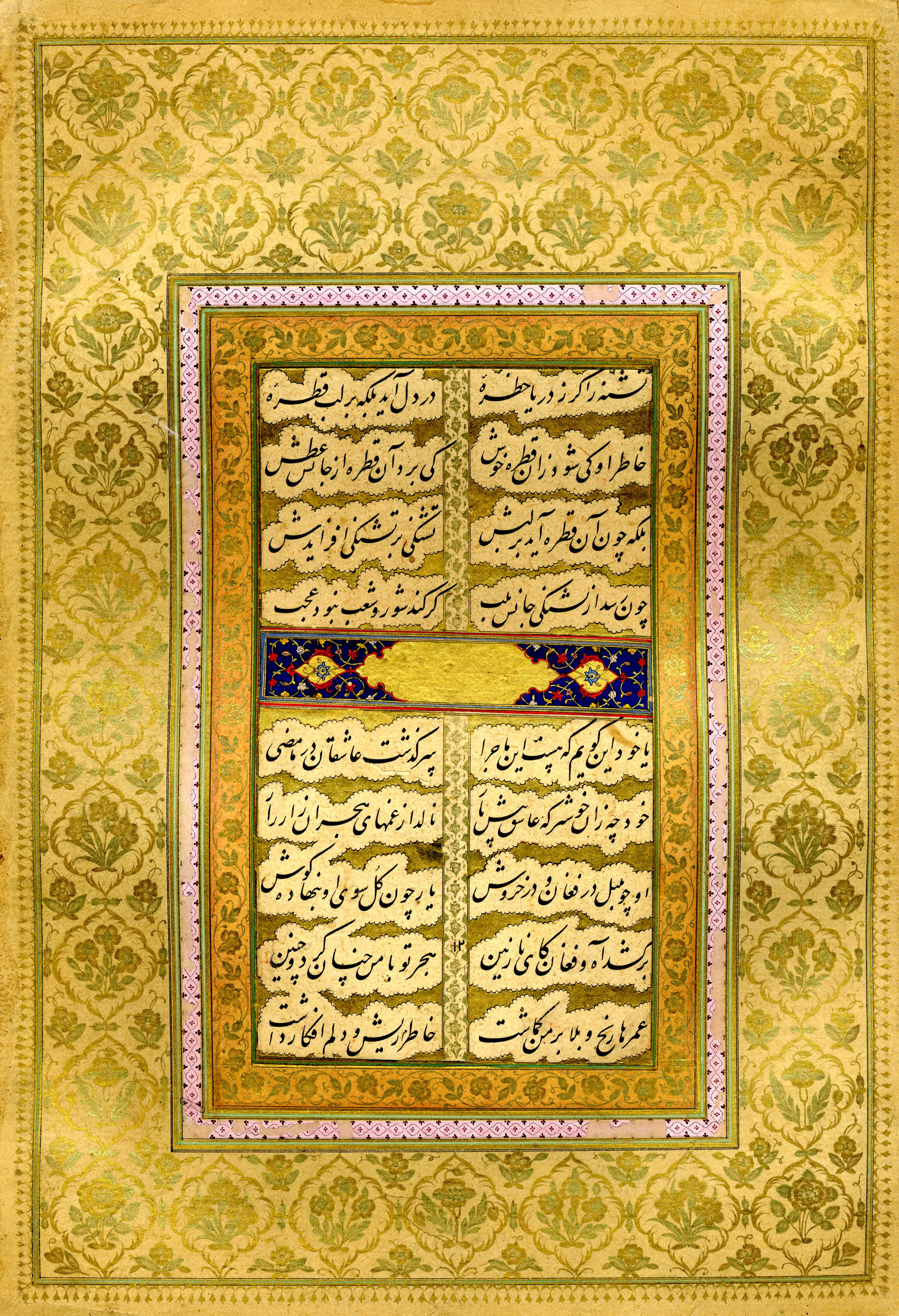
۱
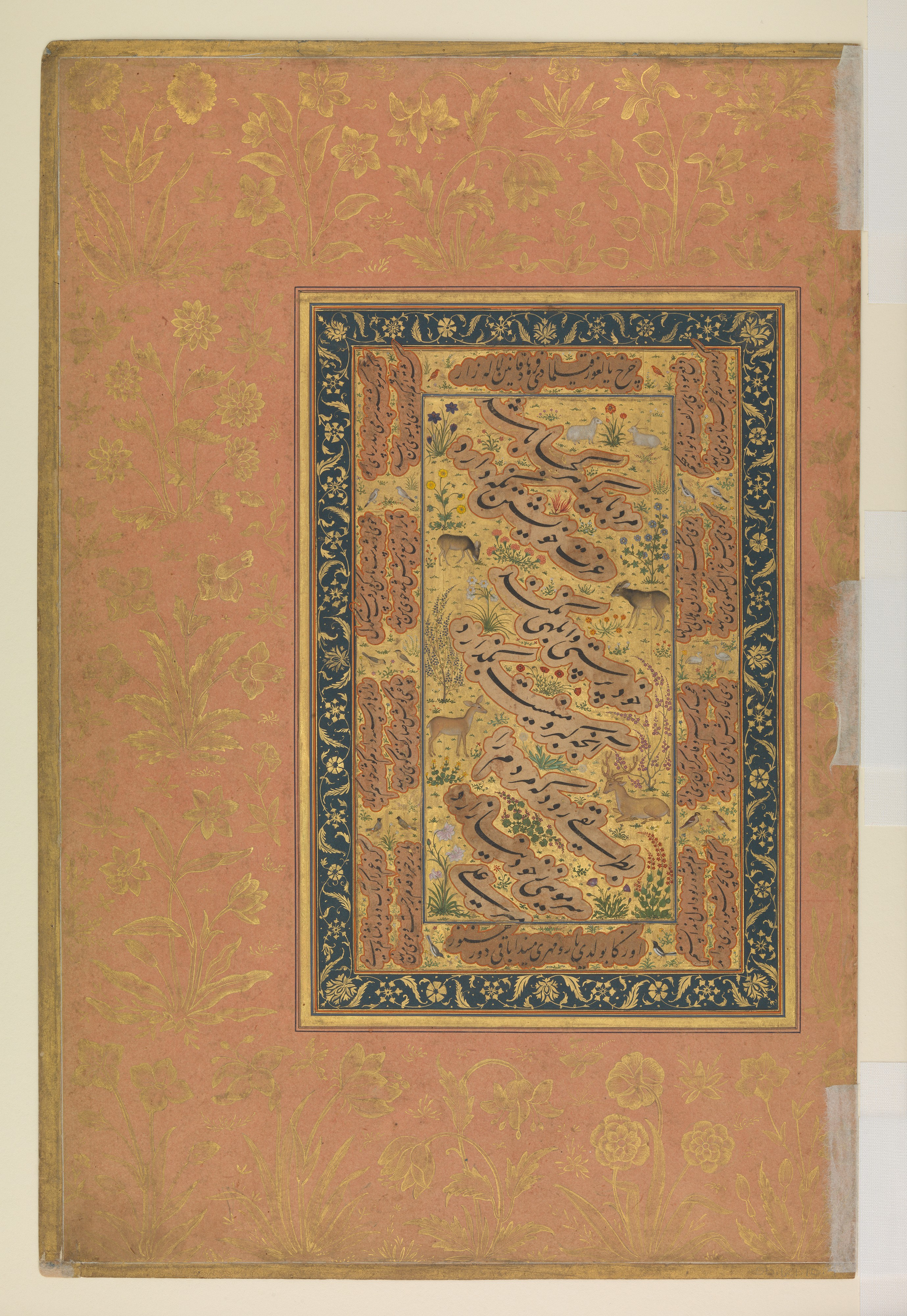
۲
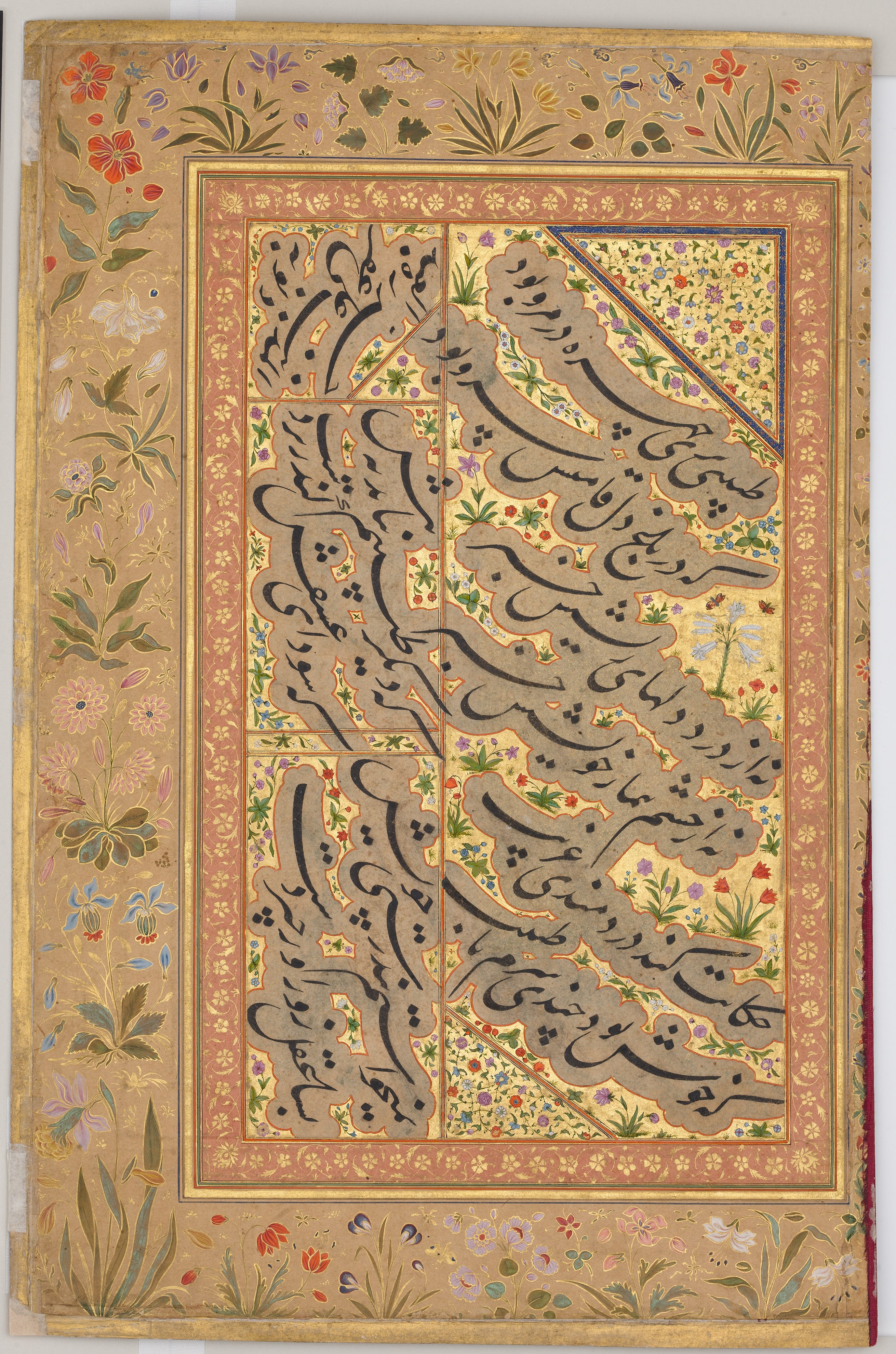
۳

## پیدایش و گسترش
|  |  |

خطِّ نستعلیق، پس از تعلیق دومین خطِّ ویژهٔ ایرانیان است. در نیمهٔ دوم سدهٔ هشتم هجری قمری، این قلم در قلمرو خطّ فارسی پدید آمد و پرورده شد. هیچ نشانه‌ای مبنی بر پیدایشِ نستعلیق پیش از نیمهٔ دوم سدهٔ هشتم هجری وجود ندارد. با آنکه بیشتر پژوهشگران واضعِ این خط را میرعلی تبریزی دانسته‌اند، اما هیچ اطلاعاتِ مُت‍قَنی در این‌باره وجود ندارد و تنها گفتهٔ سُلطانعلی مشهدی است که میرعلی را واضعِ این خط دانسته است. نشانه‌ها این نتیجه را به‌دست می‌دهند که نستعلیق به یک‌باره و توسط یک تن آفریده نشده و پیدایش آن تدریجی بوده است و احتمالاً میرعلی تبریزی برای نخستین بار آن را قاعده‌مند و اصولش را مشخص کرده است و ازاین‌رو او را واضعِ نستعلیق نامیده‌اند. میرعلی تبریزی با مطالعهٔ خطوط نَسْخ، توقیع، رِقاع، تَعلیق و شکسته‌تعلیق، واضعِ خطی شد که دُورِ آن بیشتر است و حرکات و حروفش پایدار. اگر سال تولدِ میرعلی تبریزی ۷۶۰ ه‍.ق پنداشته شود و در بیست سالگی خوشنویسی درخور بوده باشد، دست‌کم بیست سالِ آخرِ سدهٔ هشتم هجری را نستعلیق می‌نوشته است و بدین ترتیب او از مهم‌ترین مُرَوِّجانِ نستعلیق و حتی قاعده‌گذارانش است و ازاین‌رو وی را واضِعِ نستعلیق می‌نامند. می‌توان چنین نتیجه گرفت که تا حدود سال ۷۷۵ ه‍. ق، نستعلیق به‌عنوان خطی تازه و مستقل برای کتابت جایگاه خویش را یافته بود. سرانجام از سدهٔ هشتم تا دهم هجری، نستعلیق در غرب ایران از تبریز تا بغداد را فراگرفت و سپس به‌دست شاگردانِ میرعلی تبریزی و به‌ویژه فرزندش میر علی کاتب به مکتبِ هرات رسید.
به‌باورِ اِلین رایْت که نسخه‌های تاریخ‌دار یا قابلِ تاریخ‌گذاریِ سیرِ تکاملیِ نستعلیق از سدهٔ هشتم هجری قمری را به‌دقت بررسی کرده بود، نستعلیق تنها از نسخ زاده شده است و این مطلب، باورِ رایج دربارهٔ آفرینش آن از پیوندِ نسخ و تعلیق را به چالش می‌کشد. او چندین ویژگیِ متمایزکنندهٔ نسخ از نستعلیق را ذکر می‌کند که از آن جمله عبارتند از: شیب، ارتفاع، شکلِ حروفِ گوناگون به‌ویژه ک و گ، و موقعیت‌شان در سنجش با خطِّ کُرسی. این بررسی‌ها نشان داد که سیرِ گذارِ نسخ به نستعلیق شامل سه دوره می‌شده که هر سه در شیراز روی داده است. دورهٔ نخست در دهه‌های ۷۳۰ و ۷۴۰ ه‍.ق بوده که کاتبانِ شیرازی، شمارِ واژگان مُورّب و روی‌هم نوشته را افزایش دادند. هدف از این کار احتمالاً زیباییِ بصریِ صفحه بوده است. دورهٔ دوم در فاصلهٔ سال‌های ۷۵۵–۷۶۰ ه‍.ق بود که زوایا به انحنا و انحناها به خط‌هایی مستقیم تبدیل شدند. بدین ترتیب محورهای افقی و عمودی کاهش و محورهای مورب افزایش یافتند. دورهٔ سوم در نسخه‌ای از مجموعهٔ آثارِ عِماد فقیه به‌تاریخ ۷۷۲ ه‍.ق رخ نمود که نخستین ظهورِ فُرمِ پیشرفتهٔ نستعلیق بود. دربارهٔ تأییدِ اثباتِ خاستگاهِ شیرازیِ نستعلیق، رایت به مدرکی مکتوب نیز دست یافته که آن را جعفر بایسُنقُری، پیرامون سال ۸۳۳ ه‍.ق نوشته است. این سند نزدیک به پنجاه سال پس از وقایعِ مذکور در آن، نگاشته شده و ازاین‌رو قدیمی‌ترین منبعِ توصیفِ پیدایشِ نستعلیق است.
در ایران دو سبکِ نگارشِ نستعلیق به‌کار رفت: یکی به‌نام سبکِ جعفر — میرزا جعفر تبریزی بایسنقری از سدهٔ نهم — یا اظهر — اَظهَرِ تبریزی سدهٔ نهم، شاگرد میرزا جعفر بایسنقری در دربار تیموری در هرات — که بسیار تحسین‌برانگیز بود و پس از پیرایش به‌دستِ سلطانعلی مشهدی در خراسان رواج گرفت و ازهمین‌رو، به شیوهٔ «نستعلیق خراسانی یا شرقی» شناخته می‌شود. و سبکِ دوم، شیوهٔ عبدُالرَّحمن خوارَزمی و پسرانش، عبدُالرَّحیم و عبدُالْکَریم — خوشنویسانِ دربارِ سلطان یعقوب آقْ‌قویونْلو در اواخر سدهٔ نهم هجری — بود که در غرب و جنوبِ ایران استفاده می‌شد و ازاین‌رو «شیوهٔ غربی» نامیده شده است. در شیوهٔ غربی، حروف و کلمات فُرمی تند و تیز دارند؛ کشیدگی‌ها صاف و بلندتر از حد معمولند و دوایر نیز نسبتاً بزرگند؛ روی‌هم‌رفته اندازه‌های حرف و کلمه متناسب نیستند؛ و در نتیجه استحکامِ ظرافتِ شیوهٔ شرقی یا خراسان را دارا نیست. به‌سبب این کاستی‌ها، سرانجام سبکِ غربی در ایران از بین رفت، اما می‌توان اثر آن را در نستعلیقِ افغان، هندی و پاکستانی شناسایی کرد. آثارِ خوشنویسانِ شیوهٔ غربی در ایران به‌جز سلطانعلی قاینی کمیاب است. بیشتر این آثار در کتابخانهٔ سن‌پترزبورگ و کتابخانه‌ها و موزه‌های ترکیه موجود است و مهم‌ترین مجموعهٔ این شیوه هم، مُرَقَّعِ گردآوریِ سلطان یعقوب آق‌قویونلوست. اما شیوهٔ شرقی که در سده‌های پسین تکامل یافت، نستعلیقی است که در حال حاضر در ایران رواج دارد. این شیوه از میرعلی تبریزی در تبریز، توسط جعفر بایسنقری به هرات رسید. جعفر از تبریز به هرات رفت و در دربار بایسُنقُر میرزا مشغول شد.
نستعلیق به‌سرعت پله‌های پیشرفت را درنوردید و محبوبیتی تمام یافت. سامان یافتنِ فرمِ نستعلیق و زیبایی، آسان‌نویسی و سرعتش سبب شد که از اَقلامِ سِتّه در ایران پیشی گیرد و مورد اقبالِ عمومی واقع شود. در فاصلهٔ یکصد و پنجاه سال از روزگارِ تیمور و شاهرخ تا دوران سلطان حسین بایْقَرا، دورانِ رشد و پیشرفتِ نستعلیق بود به‌گونه‌ای که با وجود استفاده از دیگر خطوط در کتابتِ قرآن و کتاب و کتیبه، این خطْ قلمِ ویژهٔ ایرانی شد و احتمالاً از آغاز سدهٔ نهم هجری قمری، نستعلیقْ خطِّ بیش از سه‌چهارمِ کتابتِ ایرانی بوده است. در ۸۳۳ ه‍.ق به‌فرمان بایسنقر میرزا که خود خوشنویسی بنام بود، شاهنامهٔ بایسنقری به خطِّ نستعلیقِ جعفر تبریزی کتابت شد. فُرمِ استوار و اصیلِ نستعلیق در انگشتانِ سلطانعلی مشهدی قوام یافت. عمدهٔ دوران فعالیتِ سلطانعلی در دربارِ سلطان حسین بایقرا و وزیرش علی‌شیر نوایی گذشت. در این دوره، نستعلیق به جایگاه‌هایی درخشان دست یافت. هنرمندانِ این دوران تنها به خوشنویسیِ نستعلیق بر کاغذ بسنده نکردند و ازاین‌رو هنر قِطاعی را نیز به دو صورتِ تکه‌چسبانی و کاغذبُری گسترش دادند.
|  |  |  |

نستعلیق در مسیرِ تکاملش به‌دست سلطانعلی مشهدی قوی شد و به حرکت آمد؛ میر علی هِرَوی و مالک دِیْلَمی و باباشاه اصفهانی و محمدحسین تبریزی آن را نضج دادند و میرعماد آن را به کمال رساند. در نیمهٔ نخست حکومت صفوی که عصر درخشانی در هنر ایرانی و خوشنویسی بود، نستعلیق نیز به کمال خویش رسید. نستعلیق مهم‌ترین خط از میان قلم‌های هشت‌گانهٔ این دوران است. این خط، قلمِ مناسب و مطلوبِ نسخه‌های نفیسِ آثارِ ادب فارسیِ مصوّر و قطعاتِ خوشنویسیِ گردآمده در مرقّعات بود. در این دوره، خوشنویسان در ارتقای کیفیتِ کارشان با بهره‌گیری از کاغذهای مرغوب — که بیشتر دارای رنگ‌آمیزی‌های درخشان و آهارمُهره و زرافشانی بودند — و نیز مرّکب‌های رنگین همراه با ترکیب‌های ماهرانه و حاشیه‌هایی آراسته و تزیین‌شده کوشیدند. بسیاری از خوشنویسان از دربارِ صفوی به دربارِ گورکانیان هند یا عثمانی رفتند و خطّ نستعلیق را در آن سرزمین‌ها رواج دادند و نستعلیق از آنجا به بسیاری از کشورهای اسلامی راه پیدا کرد؛ به‌ویژه در شبه‌قارهٔ هند نستعلیق به خط مورد علاقهٔ گورکانیانِ هند تبدیل شد. در اواخر سدهٔ نهم هجری قمری بود که نستعلیق به استانبول، پایتخت عثمانی رسید و به‌عنوان قلمی فرعی پرورش یافت و به‌اشتباه «تعلیق» خوانده شد. در شبه‌قاره هم، نستعلیق در جایگاهِ نوعی خطّ محلی قرار گرفت و گردش‌های قلمش در حالتِ افقی ضخیم‌تر شد که با نگارش زبان اُردو تناسب داشت.
در طول سدهٔ دهم هجری قمری، نستعلیق که اکنون خطی پرکاربرد شده بود، تبدیل به خطی روان‌تر شد، شیب حروفش تندتر و گردش‌های قلمش کشیده‌تر شد؛ حروفِ پیاپی، دارای فرمی قاعده‌مندتر شدند و این وضعیت دقیقاً همان بود که بر قلم‌های ستّه رخ داده بود. این قاعده‌گذاری با بررسی و مطالعهٔ آثار استادان پیشین و نوشته‌های رسالاتِ خوشنویسی — که در آن‌ها شکلِ مفردات شرح داده شده بود — ممکن بود. پس از آن تنوعِ نستعلیق در فرم‌ها و قالب‌های تازه گسترش یافت و در آثاری، اندازه‌های گوناگونش را در کنار یکدیگر به نمایش گذاشتند. در این‌گونه آثار معمولاً قلم‌های جَلّی‌تر را — که شیوهٔ میر علی هروی بود — در چَلیپانویسی و قلم‌های خَفّی‌ترِ پروردهٔ سلطانعلی را در نگارش رقم و تاریخ به‌کار می‌بردند. این کار رونق گرفت تا جایی که هنگام گنجاندنِ چلیپاهای جلّی در مرقّعات، پیرامونِ این آثار را با قلم‌های خفّی می‌پوشاندند. اندک‌اندک نستعلیقِ شیوهٔ شرقیِ پروردهٔ سلطانعلی، شیوهٔ غالب در غربِ ایران هم شد. این خوشنویسان در کتابخانهٔ سلطنتیِ صفویان مشغول به کار بودند. نخستینِ این هنرمندان، شاه‌محمود نیشابوری است که از آثارش نگارشِ مُصحَفی با نستعلیق بود، امری که هرچند پس از او هم چند بار دیگر تکرار شد، اما هرگز متداول نشد. با ظهورِ میرعماد، خوشنویسان اهمیت و ظرفیتِ جمع‌آوری و نگاه‌داریِ صفحاتِ سیاه‌مشق را دریافتند؛ آثاری که چه‌بسا خوشنویسان تا سده‌ها پیش از آن، برای کسبِ مهارت و مشقِ خوشنویسی انجام می‌دادند اما هرگز گردآوری نمی‌کردند. آفرینشِ این آثار، ارتباط مستقیم با بازارِ هنر و پشتیبانی‌های درباری داشت؛ چنان‌که میرعماد برای یافتنِ حامیان در دربارها دررفت‌وآمد بود. پس از میرعماد نستعلیق کم‌کم جایگاهِ رفیعِ خود را در خوشنویسیِ جهان باز کرد. شاگردان و پیروانِ میرعماد شیوهٔ او را محفوظ داشتند و آن را رواج دادند و تا سدهٔ دوازدهم هجری قمری آن را با همان فرم و صورت، به پسینیان سپردند. نستعلیق در سدهٔ یازدهم هجری قمری توسط کاتبانِ دیوانِ صفوی، افزون‌بر نسخه‌ها، چلیپاها و سیاه‌مشق‌ها، مکاتباتِ سیاسی را هم فراگرفت. سدهٔ دوازدهم دورانِ افولِ خوشنویسیِ ایرانی بود و این وضع تا ابتدای سدهٔ سیزدهم هجری قمری ادامه یافت. در نیمهٔ دوم این سده، نستعلیق دوباره جان گرفت و تا اوایل سدهٔ چهاردهم هجری قمری، شماری از چیره‌دست‌ترین خوشنویسان پا به عرصه گذاشتند که آثارشان نمایشگرِ یکی از درخشان‌ترین دوره‌های خوشنویسی در ایران است. در سدهٔ سیزدهم هجری قمری و با وجود آنکه پیشتر شکسته‌نستعلیق زاده شده بود، همچنان نستعلیق جایگاهِ برترش را در خوشنویسی نگاه داشت. در دورهٔ قاجاریان کتاب‌های نفیسِ فراوانی آفریده شد که بیشتر به خطِّ نستعلیقِ خوش و فشرده همراه با آرایه‌های طلا و لاجِوَرْد و شَنگَرْف بودند. آغازِ این عصر، دورانِ رکودِ خوشنویسی است. اما بعدها خوشنویسانی نامدار مانند میرزا غلامرضا اصفهانی و میرزا محمدرضا کَلْهُر پدید آمدند. کلهر شیوهٔ خوشنویسیِ میرعماد را احیا کرد. در سدهٔ سیزدهم هجری قمری، نستعلیق در کتاب‌های چاپ سنگی نیز به‌کار رفت. در سدهٔ چهاردهم دوباره خوشنویسی از کانون توجه به کنار نهاده شد و خوشنویسانِ اندکی در مدت چهل سالِ اوایل این سده، ظهور کردند که نامدارترین‌شان عِمادُالْکُتّاب در نستعلیق بود. نستعلیق در سدهٔ چهارده هجری خورشیدی اعتبار خود را حفظ کرد و اصولش همان اصول بنیادگذاردهٔ میرعماد است، هرچند خوشنویسان سده‌های سیزدهم و چهاردهم در ریزه‌کاری‌ها تصرفاتی اندک برای شیوایی و آسان‌خوانی و حتی زیبایی‌اش نمودند. در حال حاضر بسیاری از مردم آموزش نستعلیق می‌بینند که بیشتر در کلاس‌هایی است که توسط انجمن خوش‌نویسان ایران برگزار می‌شود و شعبه‌هایی در تمام شهرهای اصلی دارد.

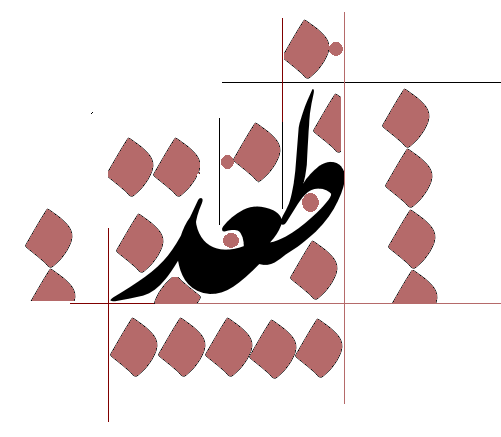
در خوشنویسی نستعلیق، ابعاد و اندازه‌ها با نقطه حرف نستعلیق و دایره‌های کوچک تقریبی مشخص می‌شوند. در کلمه فرضی طعد نقطه گذاری و تعیین ابعاد را ببینید

فراوانیِ کاربردِ نستعلیق پس از پیدایش و گسترش و کمالش و نیز شتاب در نگارشَش، سبب شد تا مانندِ خطوطِ گذشتگان چون مُحَقَّق و ثُلث، پوست اندازد و در صورتی تازهْ جلوه‌گر شود. ازاین‌رو و برای تندنویسیِ بیشتر، از نستعلیق خطّی زاده شد به‌نام شکسته‌نستعلیق که پس از تعلیق و نستعلیق، سومین خطِّ ویژهٔ ایرانیان است. با توجه به نیازِ تندنویسی برای هدفِ زایشِ شکسته‌نستعلیق، این خط در میانِ نویسندگان و مُنشیان و کاتبان رواج یافت. شکسته در آغاز چندان با سَلَفِ خویش، نستعلیق، تفاوتی نداشت و تنها بعضی از حروفش می‌شکست؛ اما بعدها منشیان و خوشنویسان فرم‌های ویژه‌ای به آن افزودند مانند یای نستعلیق که در شکسته‌نستعلیق، فرمی باز به خود گرفت. بعضی حروف و واژگان نیز منفصل یا متصل شدند. این تغییرات همه از خطِّ شکسته‌تعلیق سرچشمه می‌گرفت. حصوری شکسته‌نستعلیق را طغیانی می‌داند که برای رهایی از قلمروی کمال‌یافتهٔ نستعلیق و نیز خلاصی از بن‌بستِ زندگیِ محافظه‌کار و اسیرِ روزمرگیِ روزگارِ پایانیِ صفوی زاده شد؛ خطّی که از سوی دو رفتارِ طغیانگر در برابرِ عرفانِ ایرانیِ مرسوم در جامعهٔ آن روز پشتیبانی می‌شد: رِندی و قَلَندَری.

نمونه آثارِ میرعماد حسنی
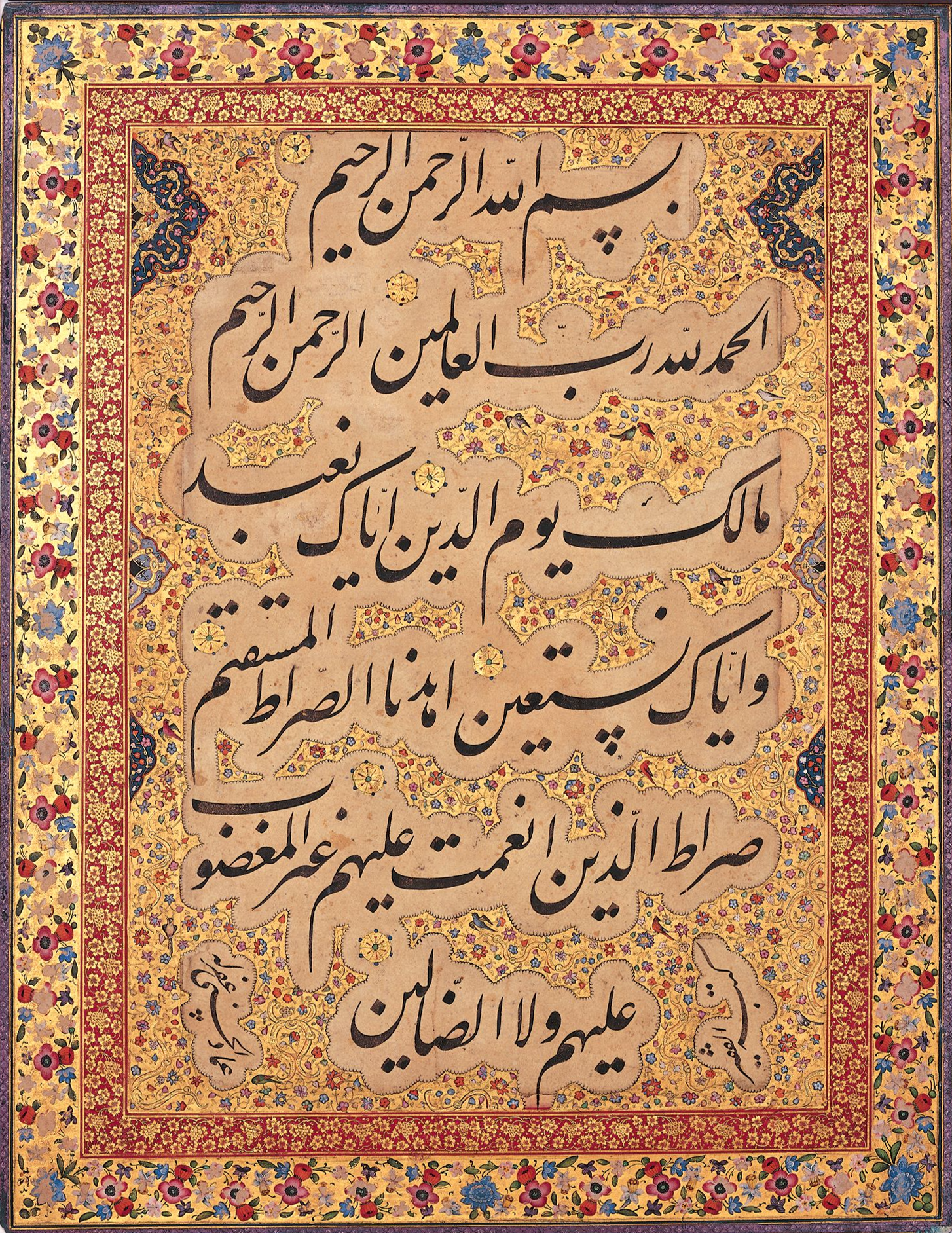
۱
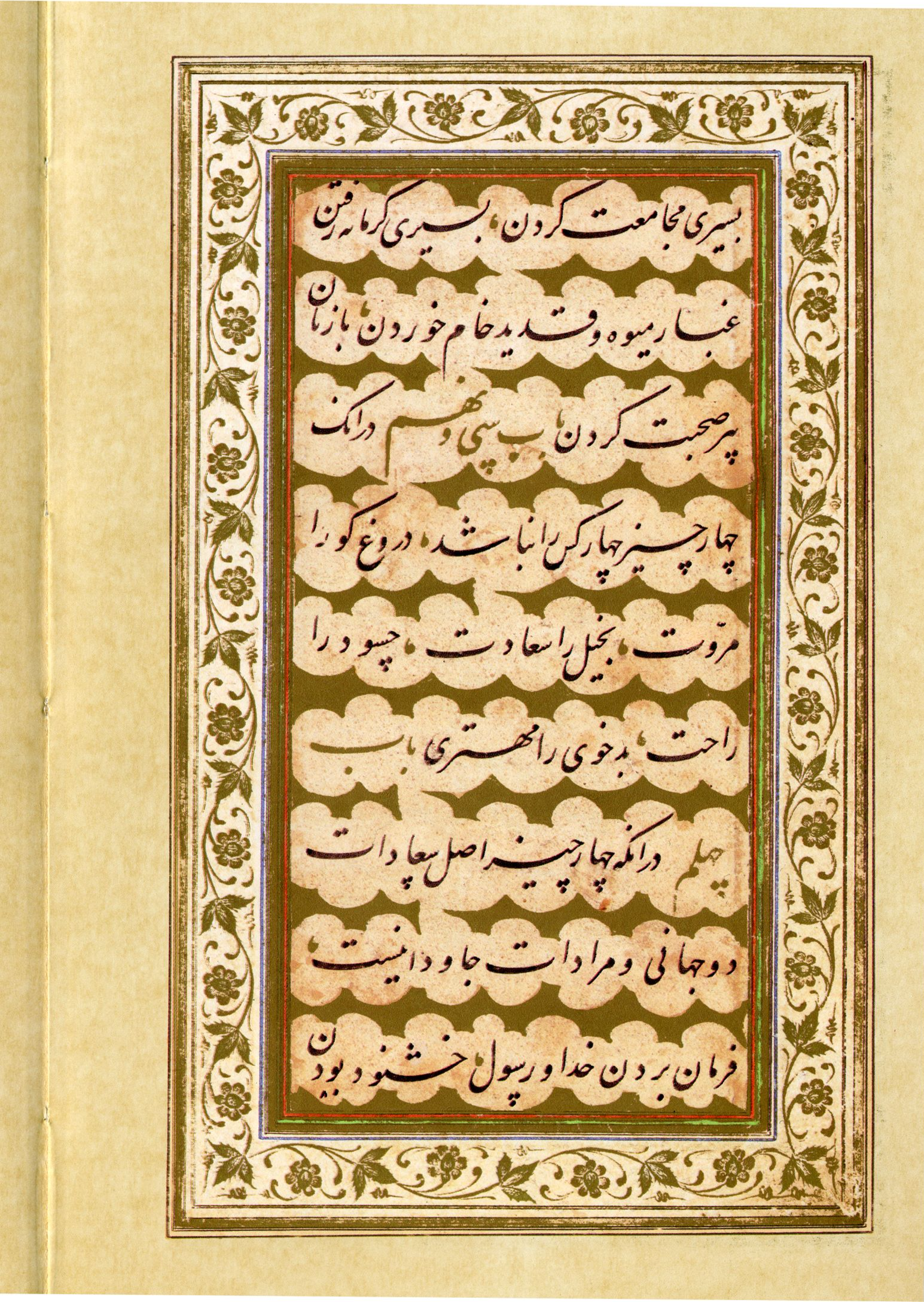
۲
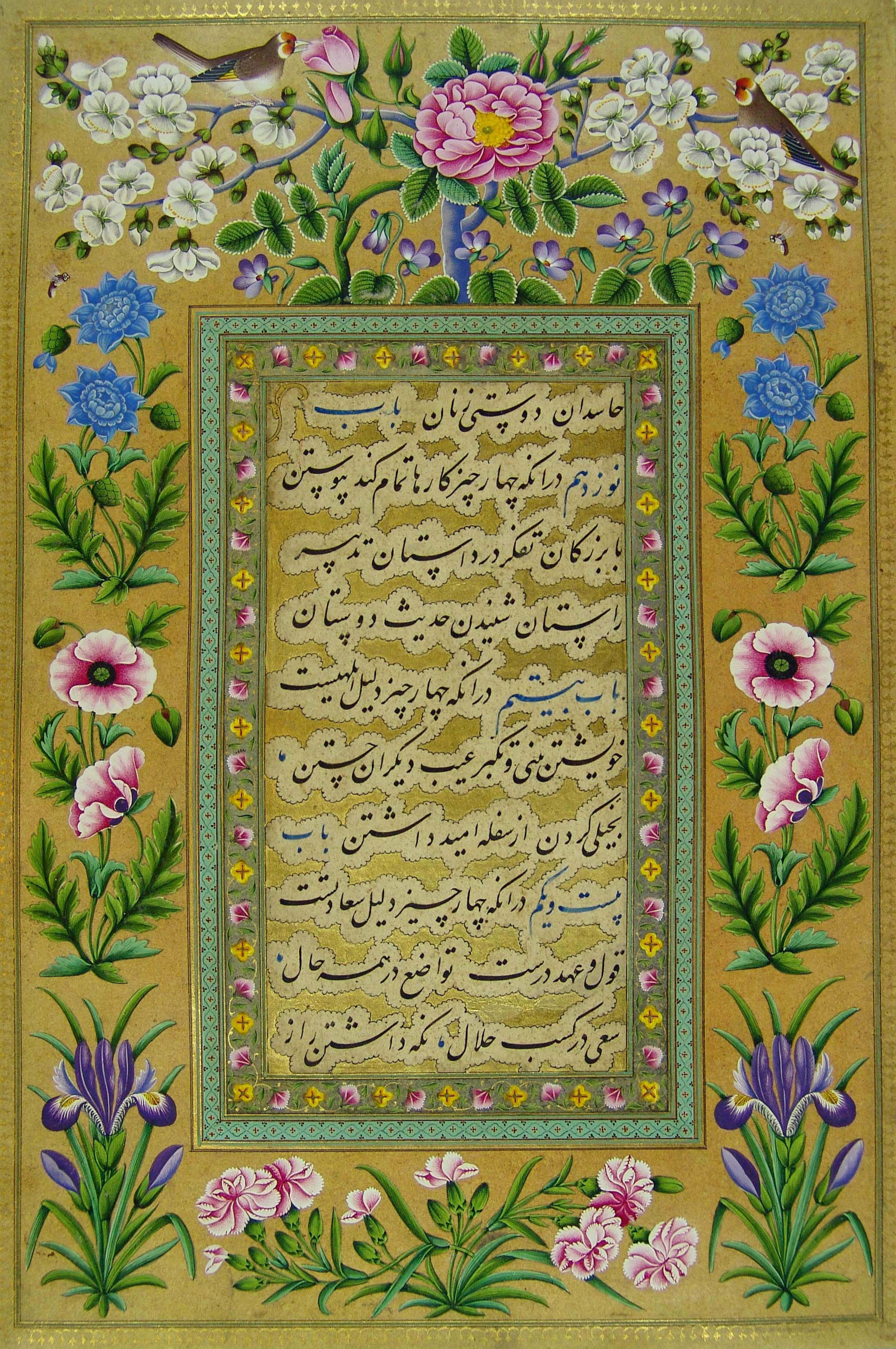
۳
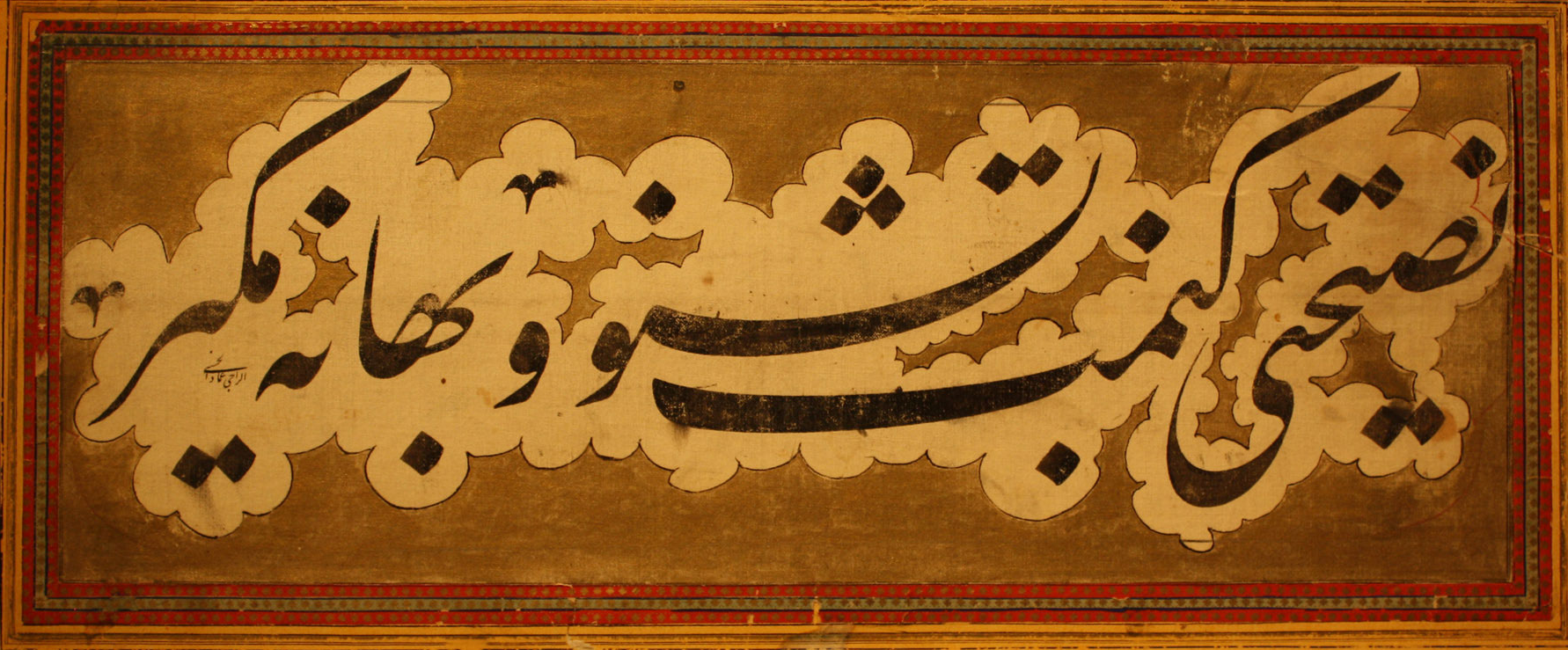
۴
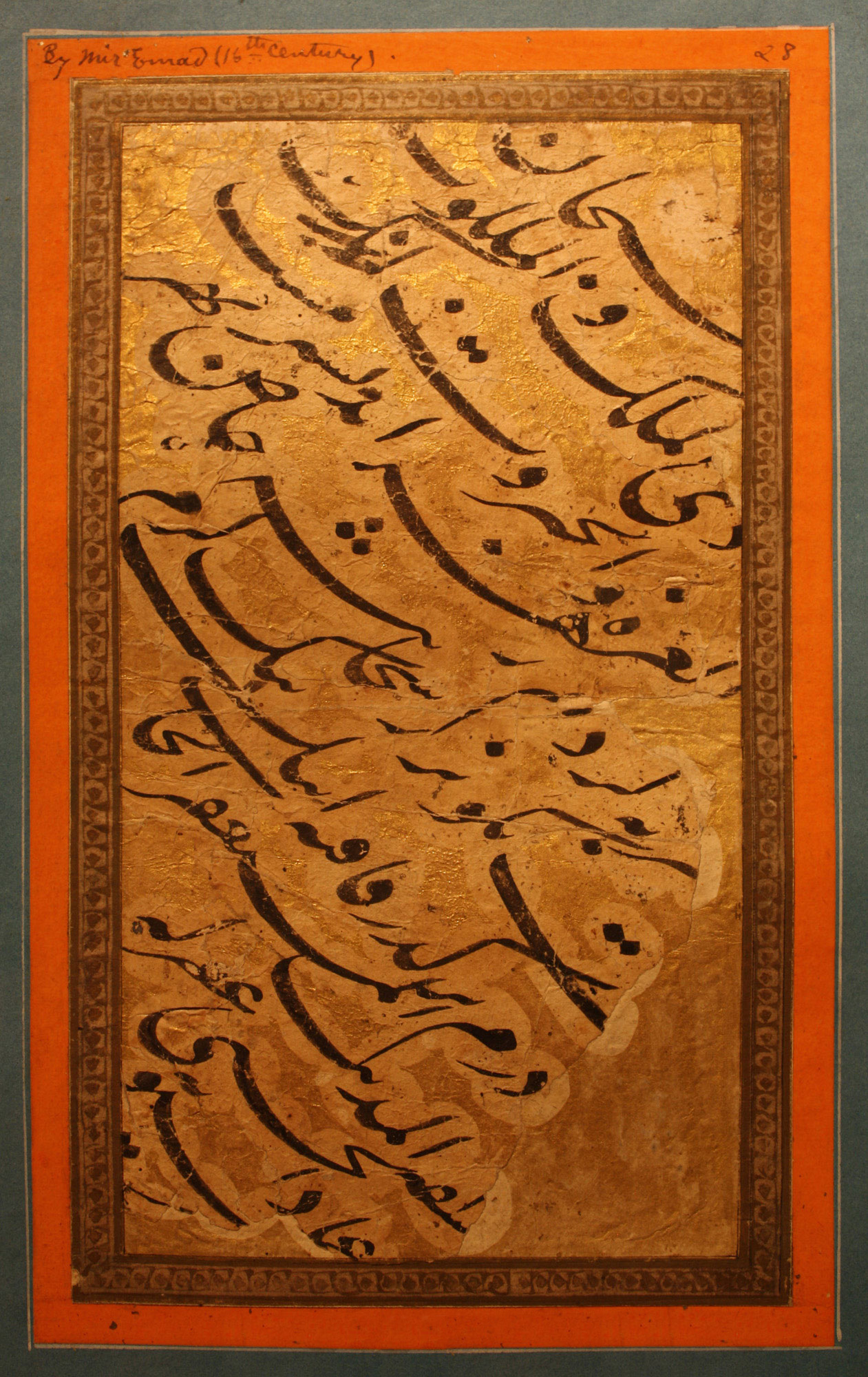
۵
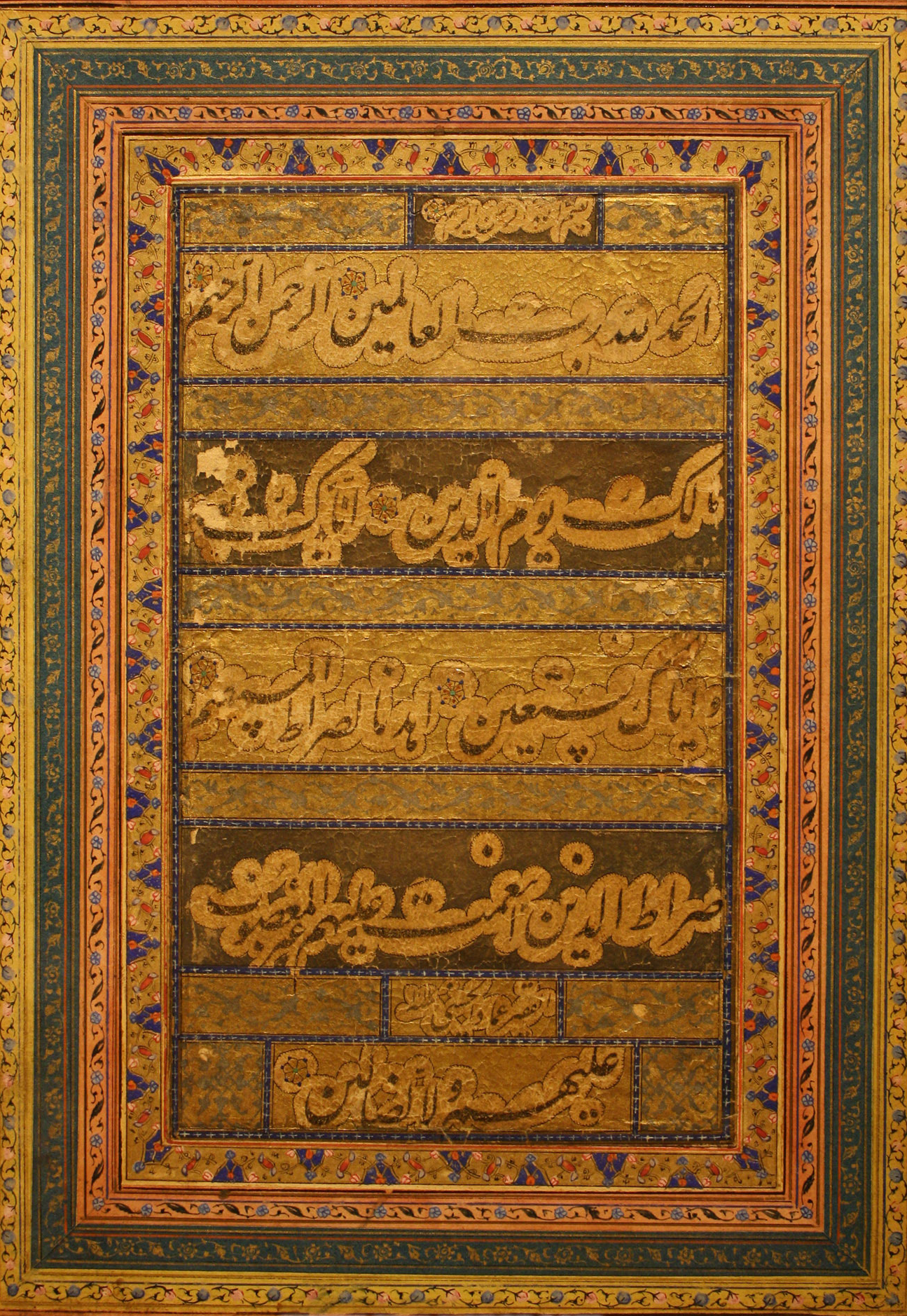
۶
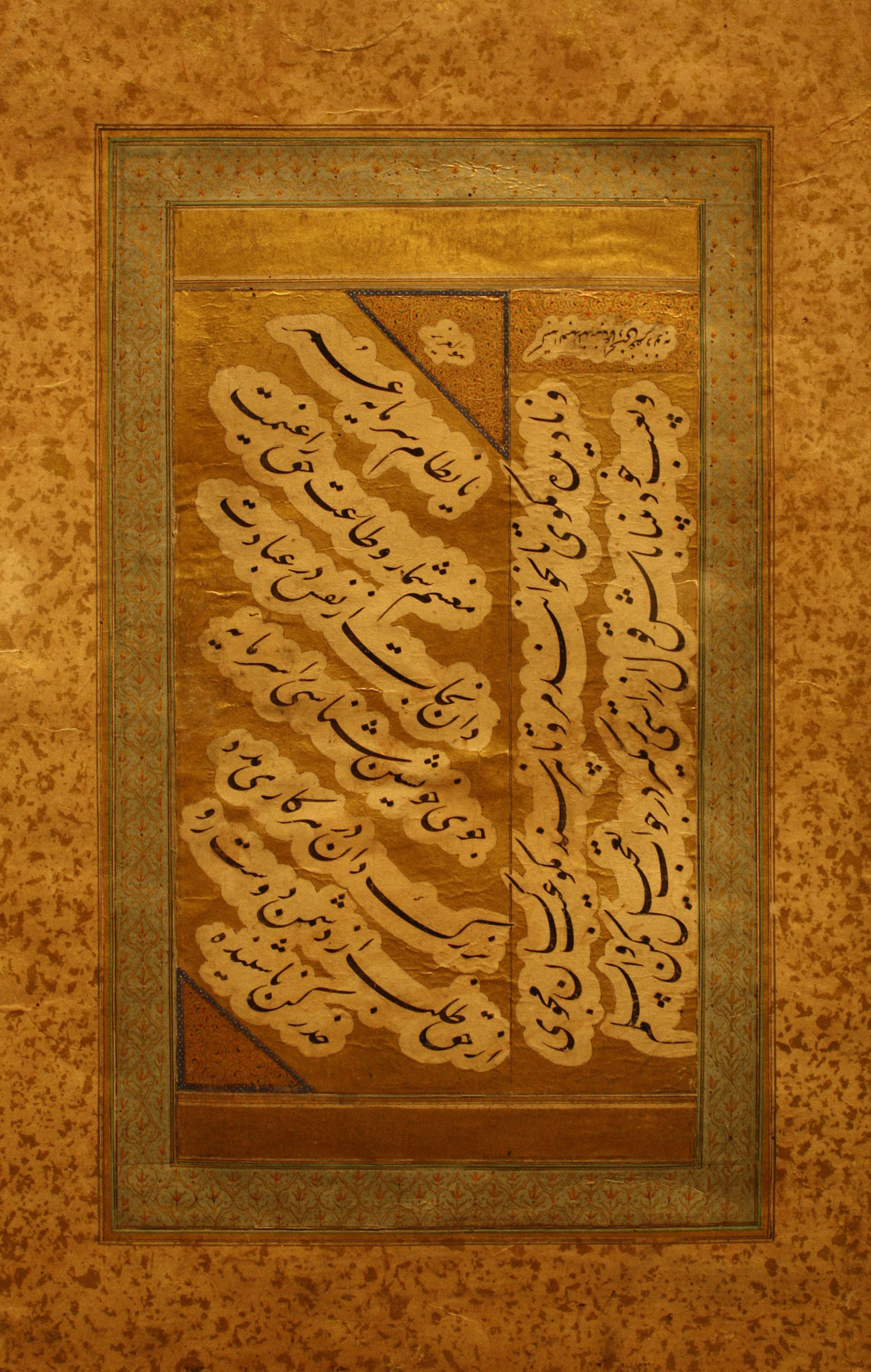
۷
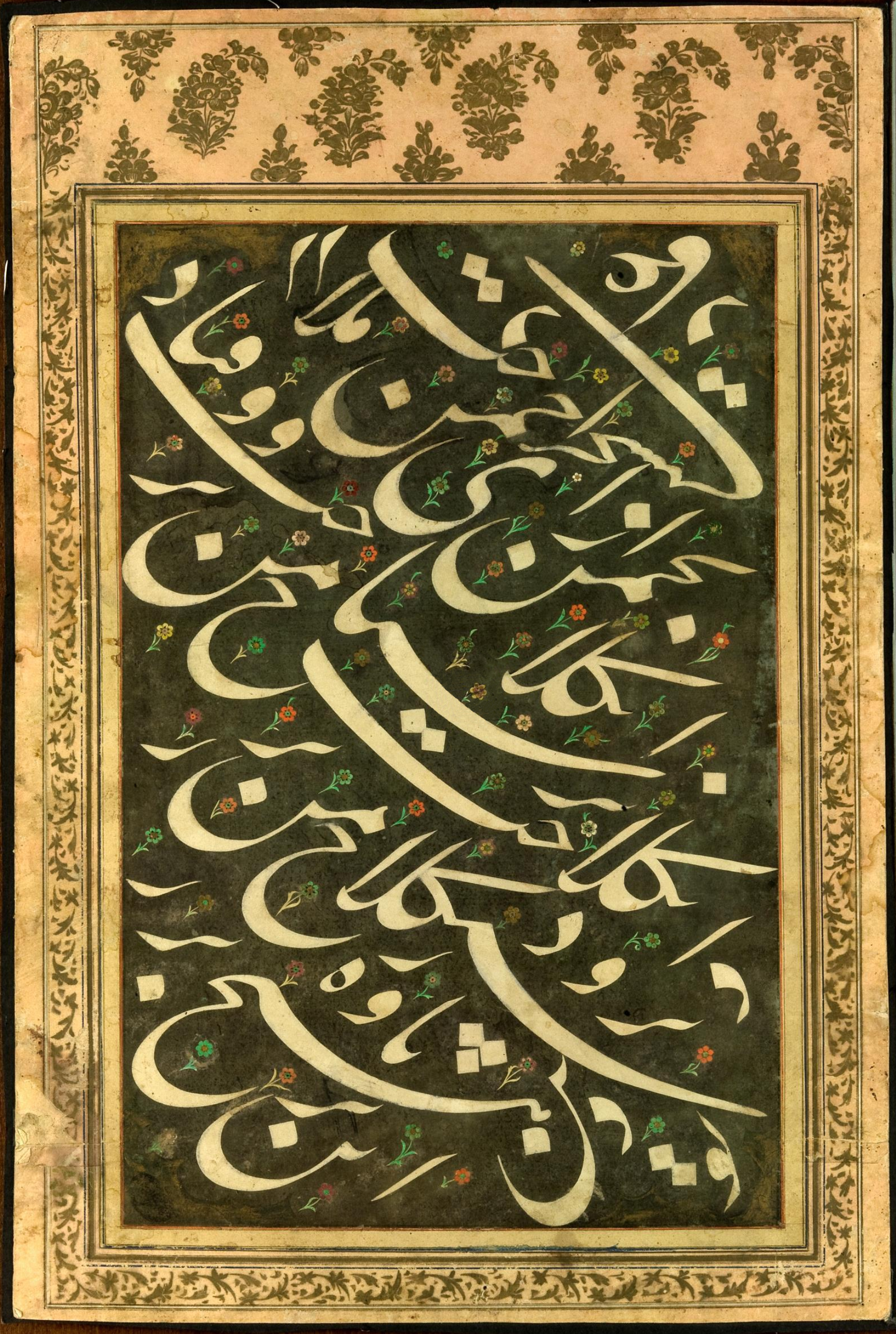
۸
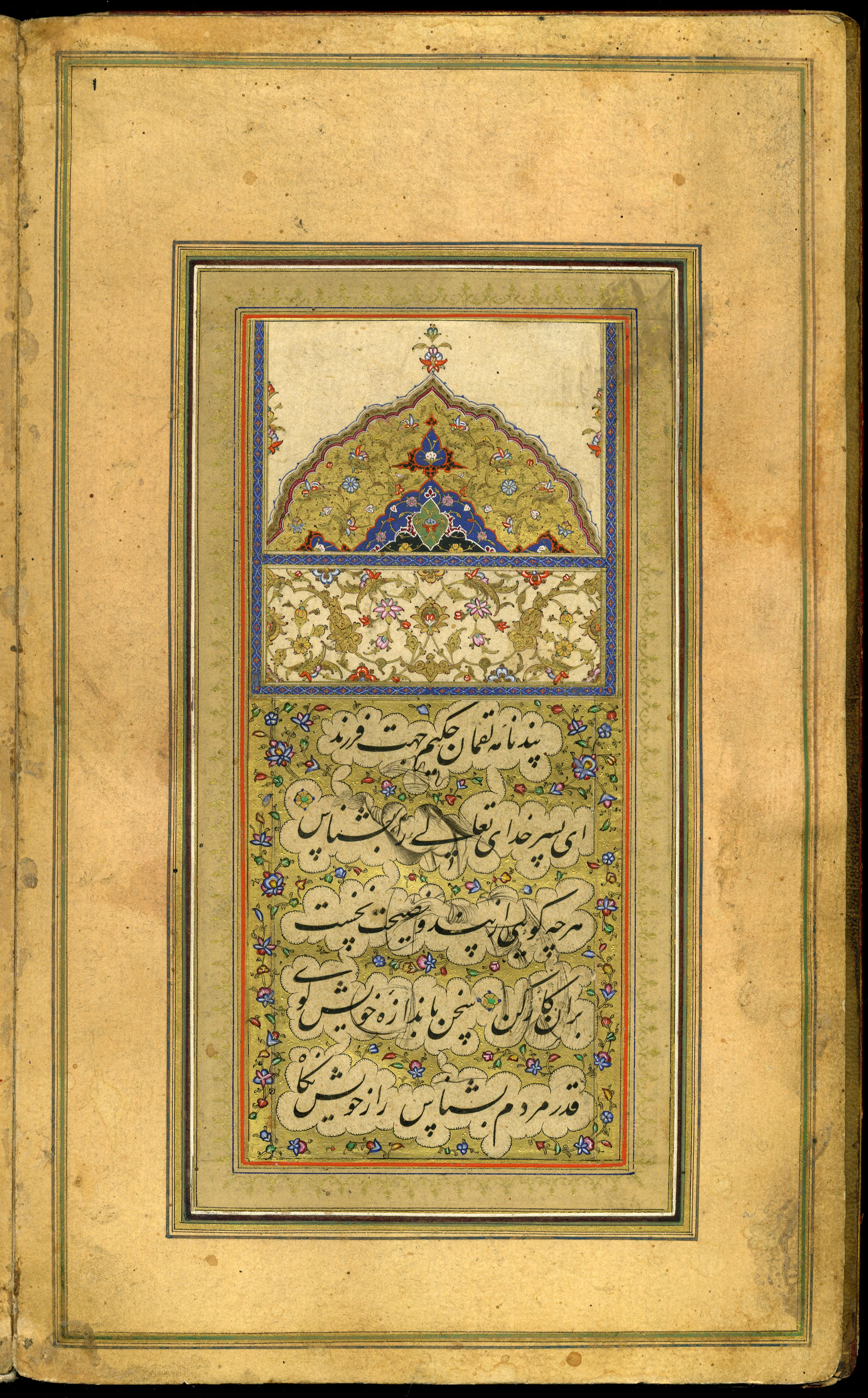
۹
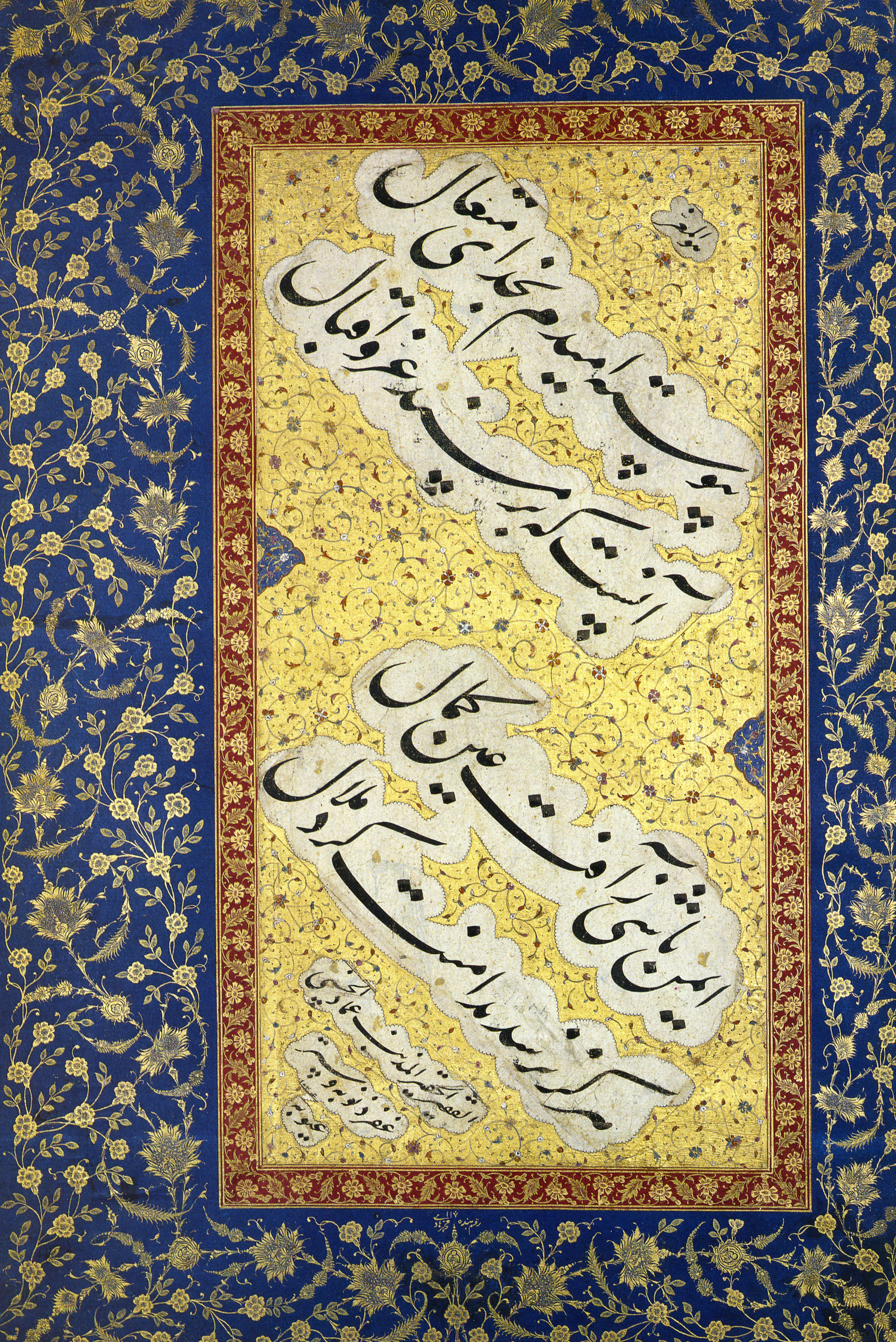
۱۰

## ویژگی‌ها
|  |  |  |

در رساله‌های قدیمیِ خوشنویسی داستانی نقل شده که میرعلی تبریزی شبی در خواب، پروازِ غازهای وحشی را دید و حرکاتِ سیّالِ نستعلیق را از حرکاتِ نرمِ بدنِ این پرندگان هنگامِ پرواز الهام گرفت. باورِ عمومی این است که فرمِ حروفِ نستعلیق از طبیعت یا موسیقی گرفته شده است: حرکاتِ عمودی به درختان و گل‌ها، دوایر به فراز و نشیبِ چمن‌زار و چشمه‌سار یا زیر و بمِ آواز، کشیدگی‌ها به جلگه‌ها و دشت‌های سرسبز و کشش‌های صدا، غلطانیِ حروف و کلمات به اندام‌های حیوانات و پرندگان و به‌ویژه انسان، و آرایشِ جملات را به پروازِ پرندگان و دسته‌های گل مانند کرده‌اند. بیشتر به نظر می‌رسد شمایل و حالاتِ انسانی، منبعِ الهام‌بخش بوده است، چراکه در شعر فارسی ویژگی‌های زیبای معشوق اغلب به حروفِ الفبا مانند می‌شوند. زیبایی و قدرتِ نستعلیق در توزیعِ متعادل از ضخامت و نازکی، باز و بستگی، و کوتاهی و بلندیِ حرکات، در فرم دلپذیرِ حروف و مرکّبات، و تناسب و استحکام حروفِ و کلمات جای دارد. حتی ممکن است حروف و کلمات گاهی رقصان دیده شوند یا گاهی دست در دست یکدیگر و گاهی در حال هم‌آغوشی. یکپارچگیِ قطعه‌ای زیبا از خوشنویسی، مانند بیتی آشنا یا ضرب‌المثلی که به نستعلیق نوشته شده، با تذهیب و نقاشی یا یک پس‌زمینهٔ روشن می‌تواند آثارِ زیبای هنری بیافریند.
اصول نستعلیقِ امروزی همان ساختارِ تعیین‌شده از سوی میرعماد در سدهٔ یازدهم هجری است، اما خوشنویسان سده‌های سیزدهم و چهاردهم هجری، احساسِ هنریِ خویش را به آن افزودند. به‌گفتهٔ فضائلی، نستعلیق از نظرِ جایگاهِ آفرینش، پس از تعلیق و در جایگاهِ هشتم قرار دارد. از نظرِ رسایی و بیان مطلب و آسانیِ خوانش، در جایگاهِ دوم و سوم از نسخ، از نگاهِ آسان‌نویسی و سرعت در جایگاهِ سوم و چهارم از شکسته و از نظرِ زیبایی در جایگاهِ نخست و زیباترین خطوط است. خطّ نستعلیق دارای تمام ویژگی‌هایی است که برای یک دست‌خطِّ خوب لازم است، یعنی رعایتِ همهٔ اصول و قواعدِ خوشنویسی. این خط به‌راحتی قابل خواندن است و می‌توان با سرعتِ بالا و فشردگیِ بسیاری نوشته شود که باعث می‌شود مطالبِ بیشتری در سطرها و صفحاتِ کمتری جای بگیرد. اصولِ خوشنویسیِ نستعلیق عبارتند از: حروف و کلمات اندازه‌ها معینی دارند؛ دورْ غالب است و تنها یک‌سوم تا یک‌ششمِ آن سطح است؛ حرکتِ دُوریِ آن از راست به چپ متمایل است؛ قلم‌نی آزادانه‌تر و آسان‌تر از نسخ حرکت می‌کند. دوایر در نستعلیق می‌تواند تفاوت‌هایی دقیق داشته باشند: مثلاً شیوهٔ سین، صاد و نون پایانی یکسان، ح، عین و قاف هم‌مانند و لام و ی نیز به یک فرم هستند. اندازه‌گیریِ حروف با نقطه و با همان قلمِ موردِ استفاده تعیین می‌شود. ابتدای بیشتر حروف و کلماتِ آغازین یا منفصل با لبه یا نیشِ سمتِ راستِ قلم نوشته می‌شود، به‌عنوان نمونه، دندانه‌های سین، بالای راء، منقارِ جیم، سرِ یاءِ معکوسِ منفصل و آغازِ کلماتی مانند بیا، درحالی‌که این حروف در دیگر خطوط با تمامِ عرضِ قلم آغاز می‌شوند. درحالی‌که در ثُلث و بعضی خطوطِ دیگر، به‌خاطر درشتیِ حروف، فضاهای خالیِ بین نوشته‌ها اهمیت می‌یابد که آن‌ها را با نقطه‌گذاری‌های پهن و بزرگ و حرکات و علامات و تزئینات پر می‌کنند، نستعلیق بسیار جمع‌وجور است که گاه به‌سختی فضای نقطه نیز وجود دارد و ازهمین‌رو به حرکات و تزئینات برای فضاهای خالی نیازی نیست. بااین‌حال هیچ خطرِ اغتشاش و پریشانی و اشتباه میان حروف و کلماتِ مشابه وجود ندارد. حرکات در نستعلیق تنها هنگامی استفاده می‌شوند که برای رفعِ ابهام و اشتباه‌خوانی لازم باشند؛ هرچند تنوین و نشانه‌های سَجاوَندی رعایت می‌شود. کلمات در نستعلیق به‌جز در کتیبه‌ها و مرقعّاتْ پیوسته، درهم و تودرتو نوشته نمی‌شوند. نستعلیق خطّی است قاعده‌مند و با اندازه‌های مشخص؛ در قاعده‌مندی، وضوح و تعادل مانند نسخ است و در سرعتِ نوشتن به تعلیق شباهت دارد؛ اما در زیبایی و لطافت از هر دو برتر است. عرض یا قَطِّ قلم‌نی میان مُستَوی و مُحَرَّف گزینش می‌شود؛ حروف و کلماتش فرمی یکنواخت و هماهنگ دارند؛ دوایرش زیبا و متناسب، مَدّاتَش بااعتدال و حروفش فربهْ و تیز به چشم می‌آیند. این خط کندنویسیِ نسخ و کاستی‌های تعلیق را ندارد. نظم و اعتدال، استحکام و متانت، و تزئینات ظریف و دلپذیر، آن را مُصَفّا، دلگشا و شادی‌آفرین می‌نمایاند. در برخی از نسخه‌های خطیِ تعلیقِ به‌جامانده از سدهٔ هفتم هجری، دگرگونی‌های تدریجی به‌سمت نستعلیق دیده می‌شود. افزون بر این، از آغاز سدهٔ هشتم هجری، نسخِ ایرانی — که خطِّ تحریری در آن دوران بود — دستخوش دگرگونی‌هایی قرار گرفت که آن را به‌تدریج به تعلیق نزدیک کرد که در نهایت شباهت‌هایی به نستعلیق یافت.

نمونه آثارِ میرزا غلامرضا اصفهانی
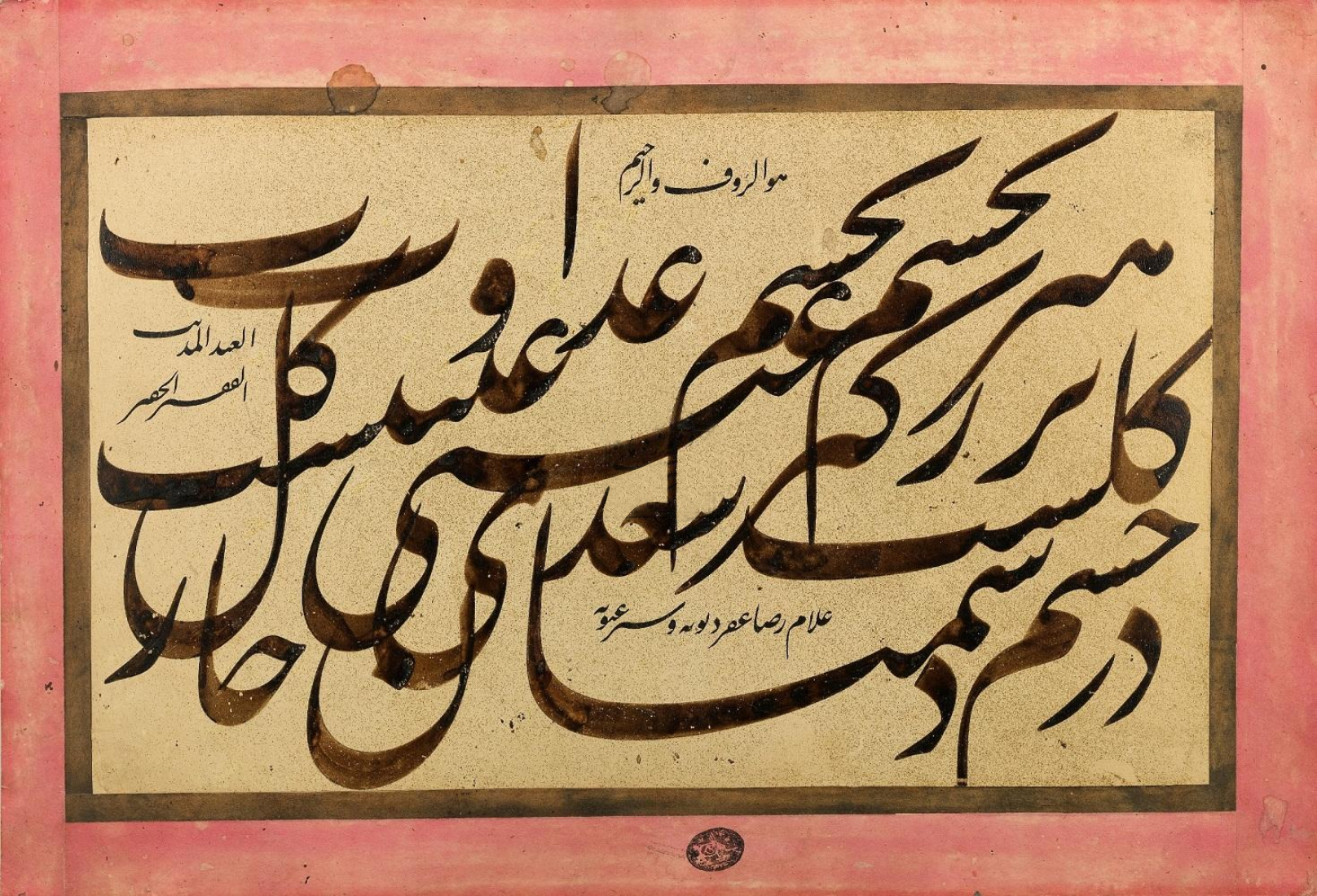
۱
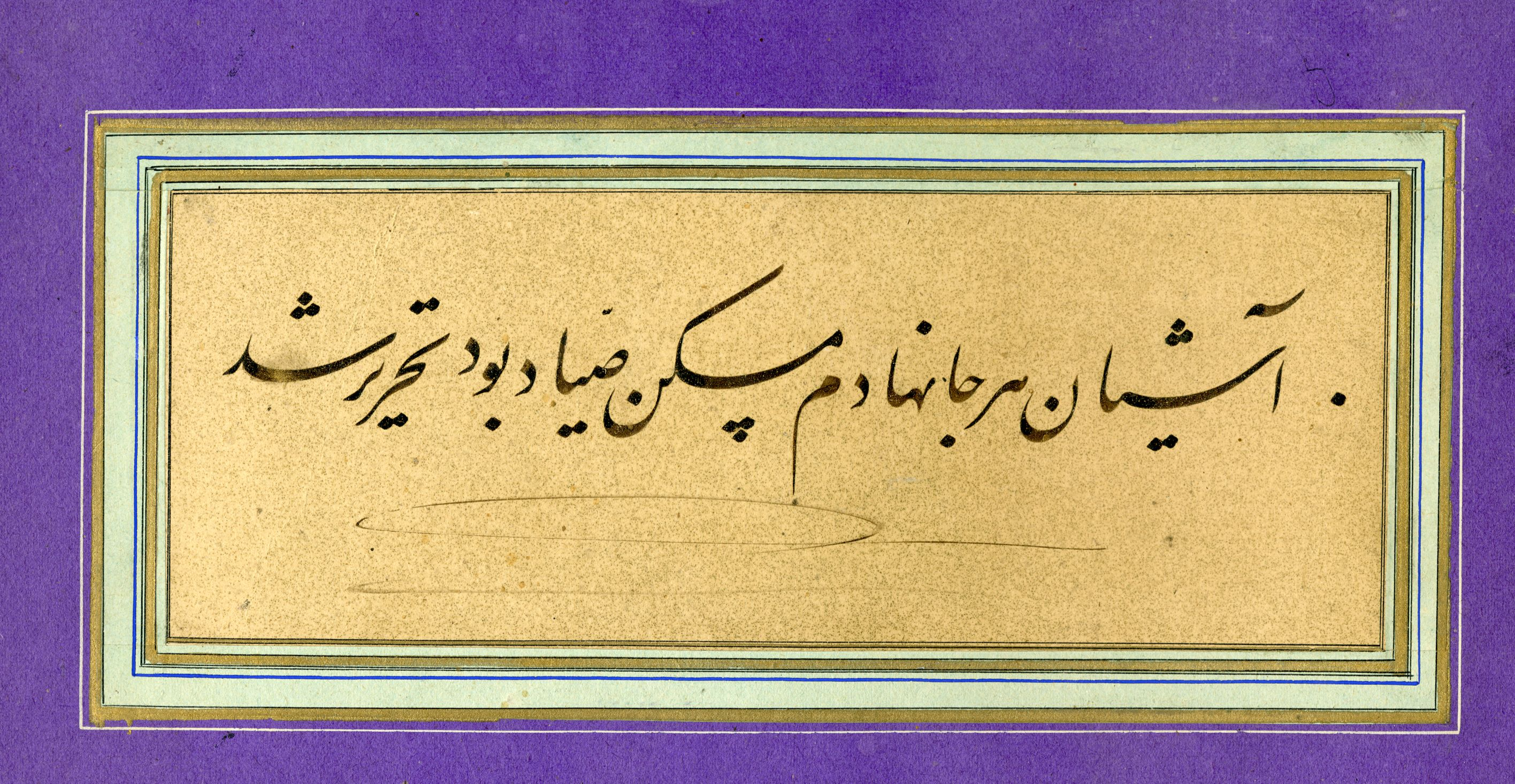
۲
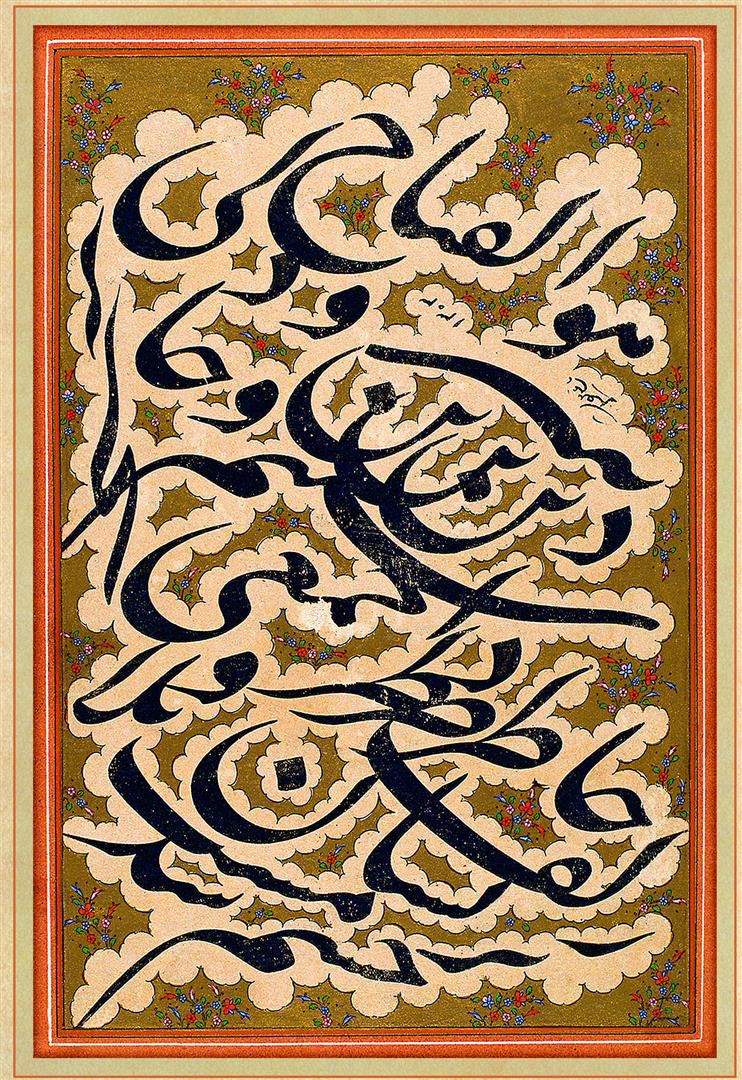
۳
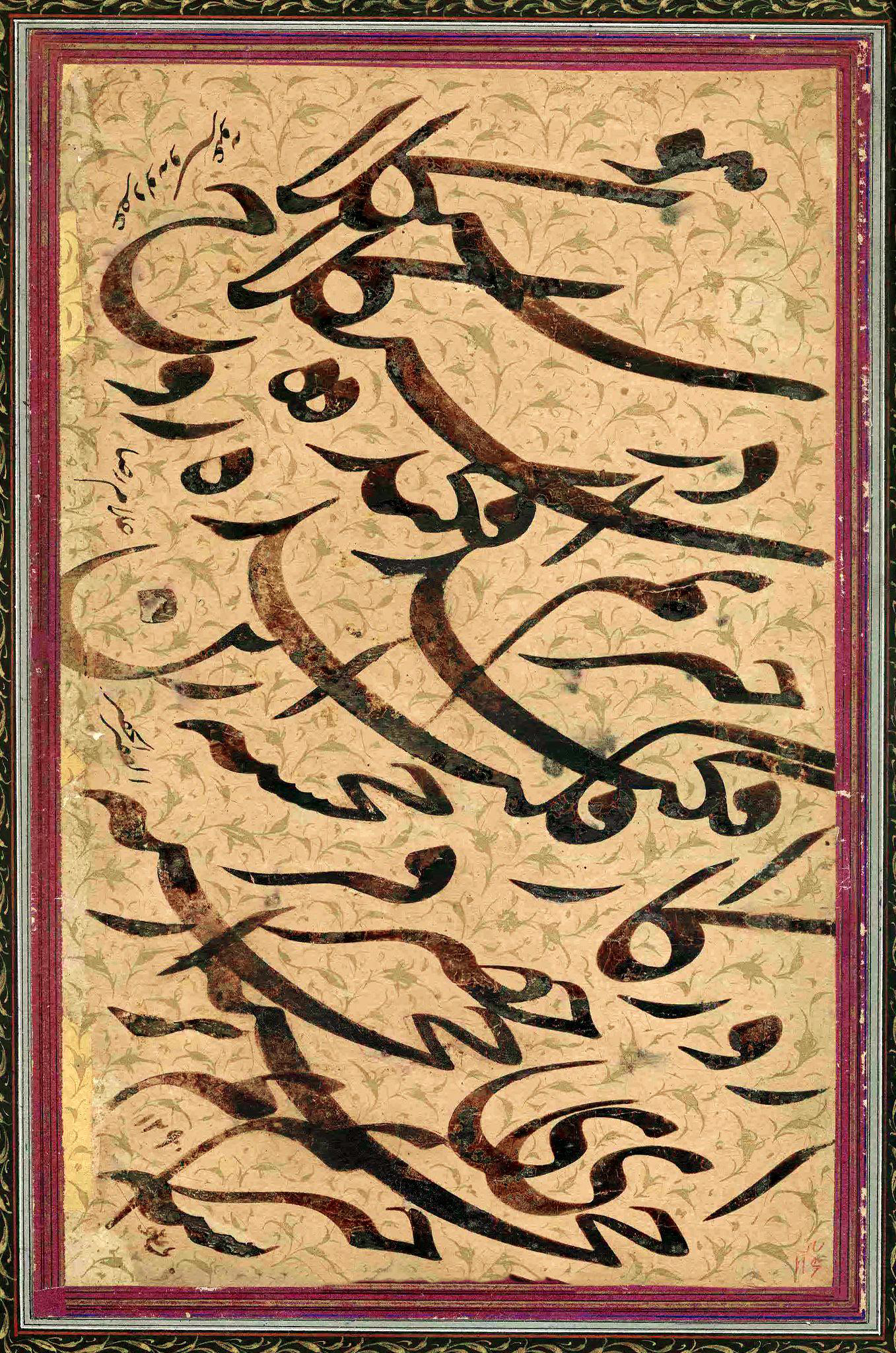
۴
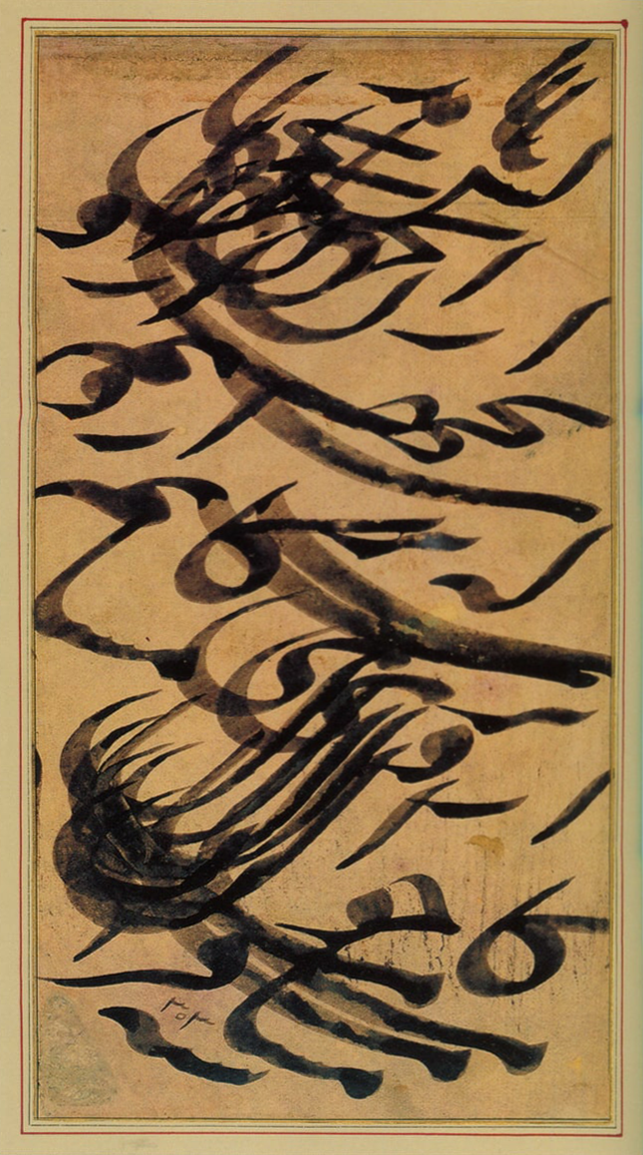
۵
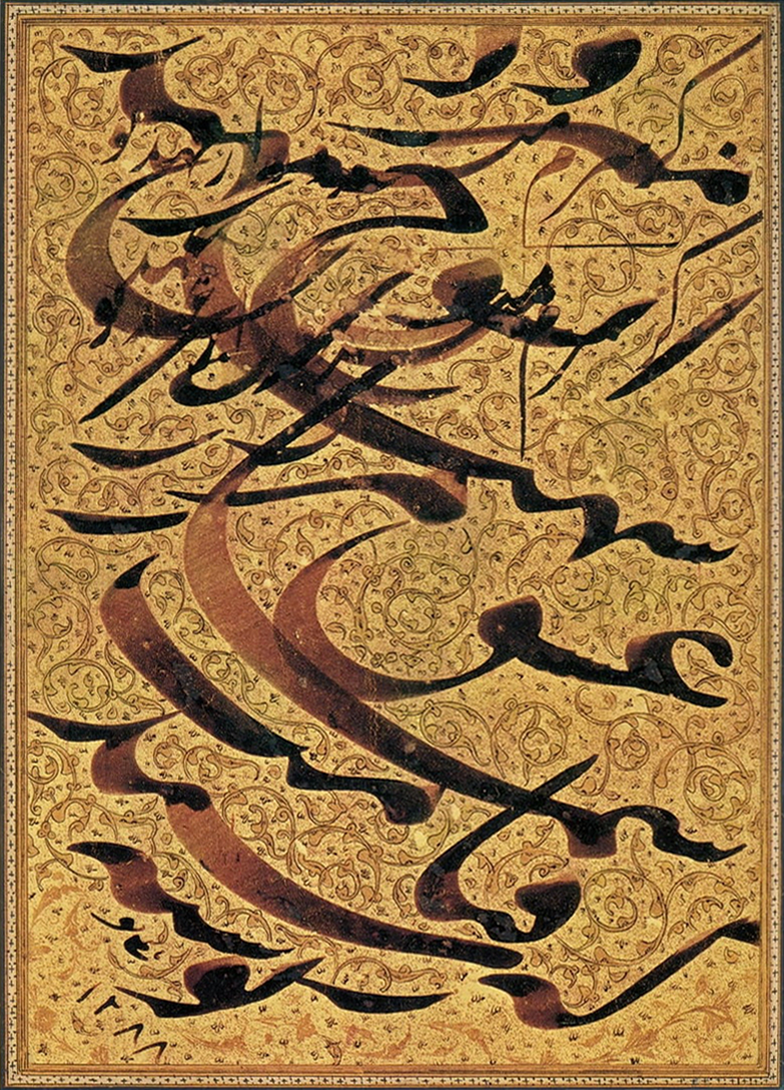
۶
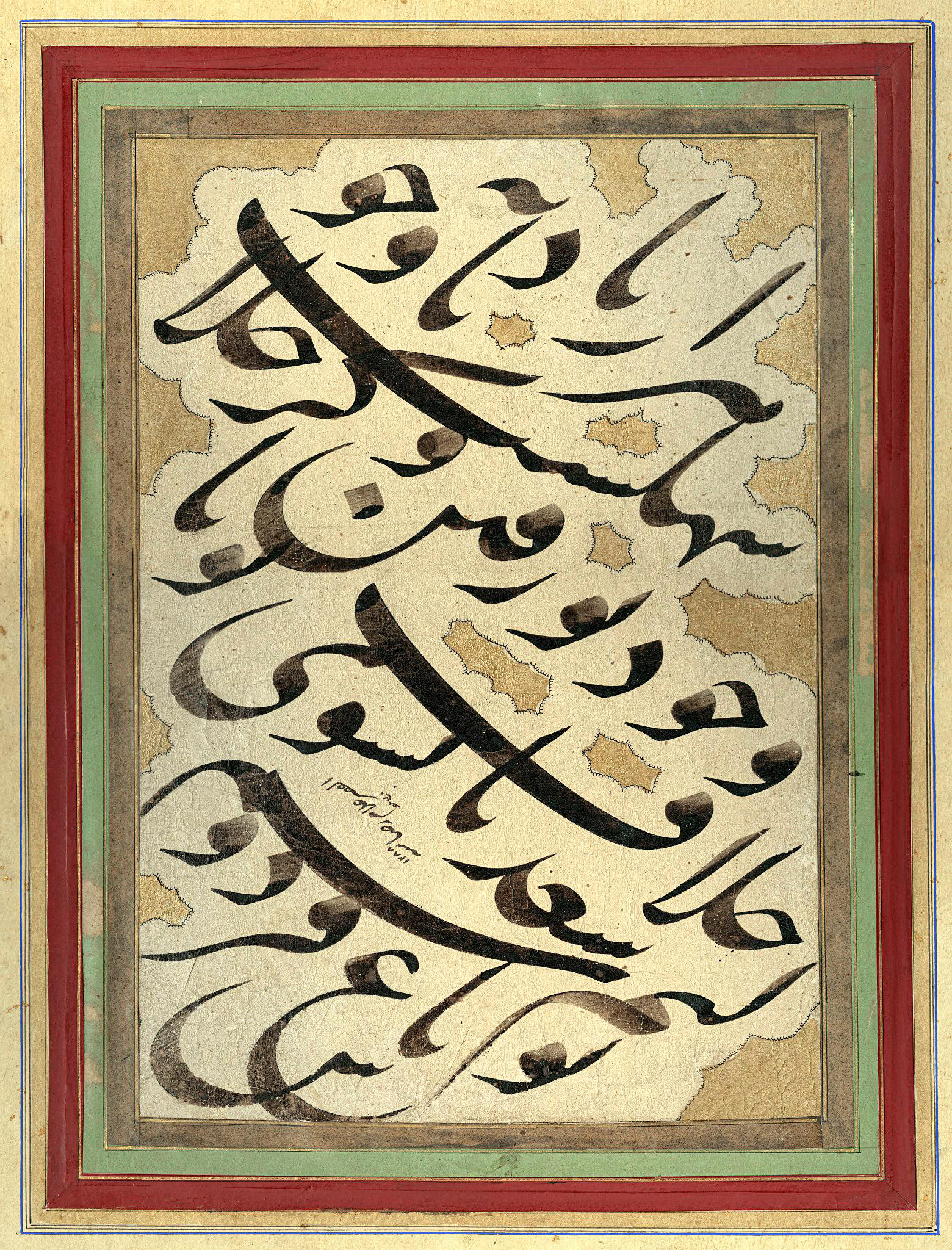
۷
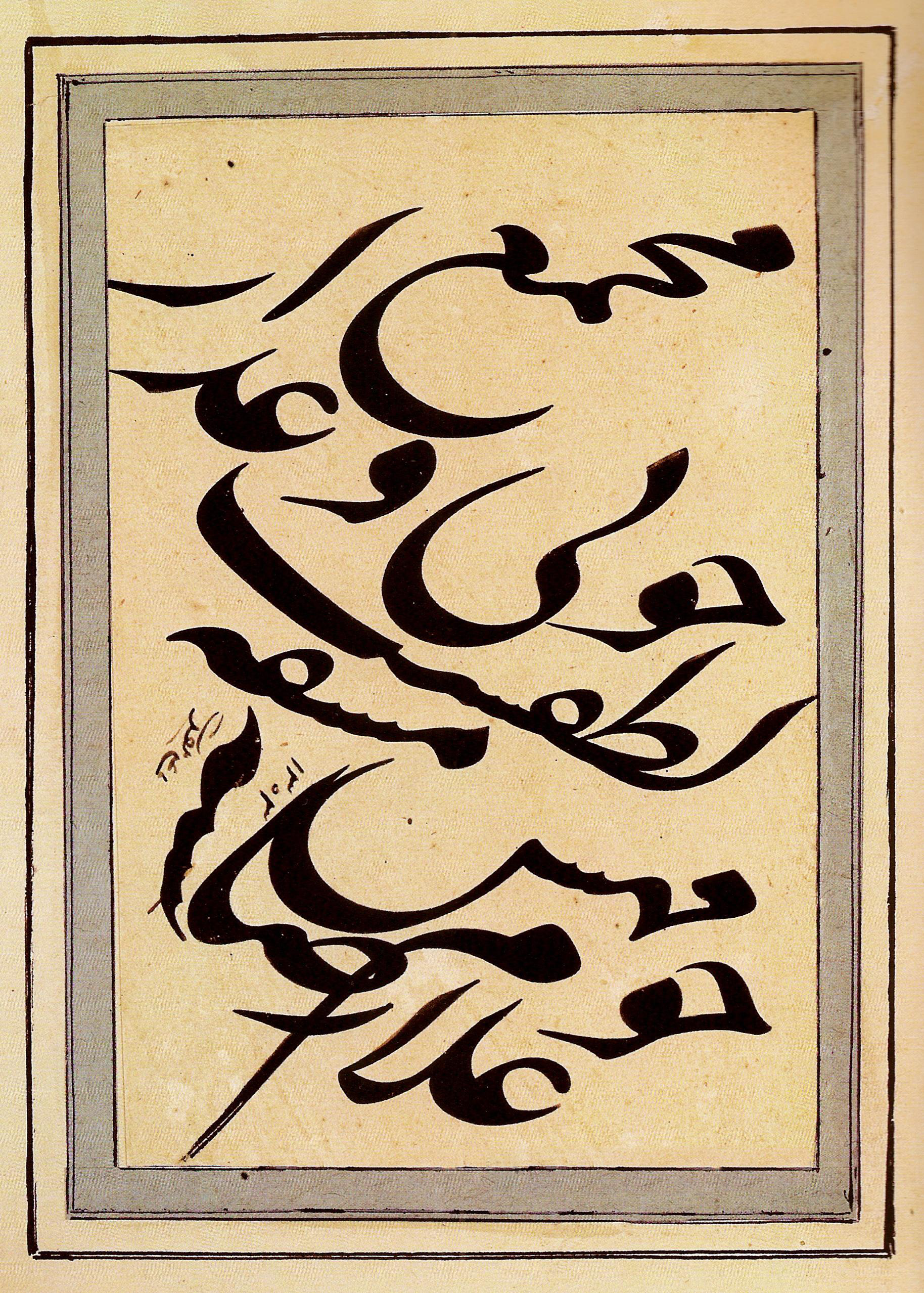
۸
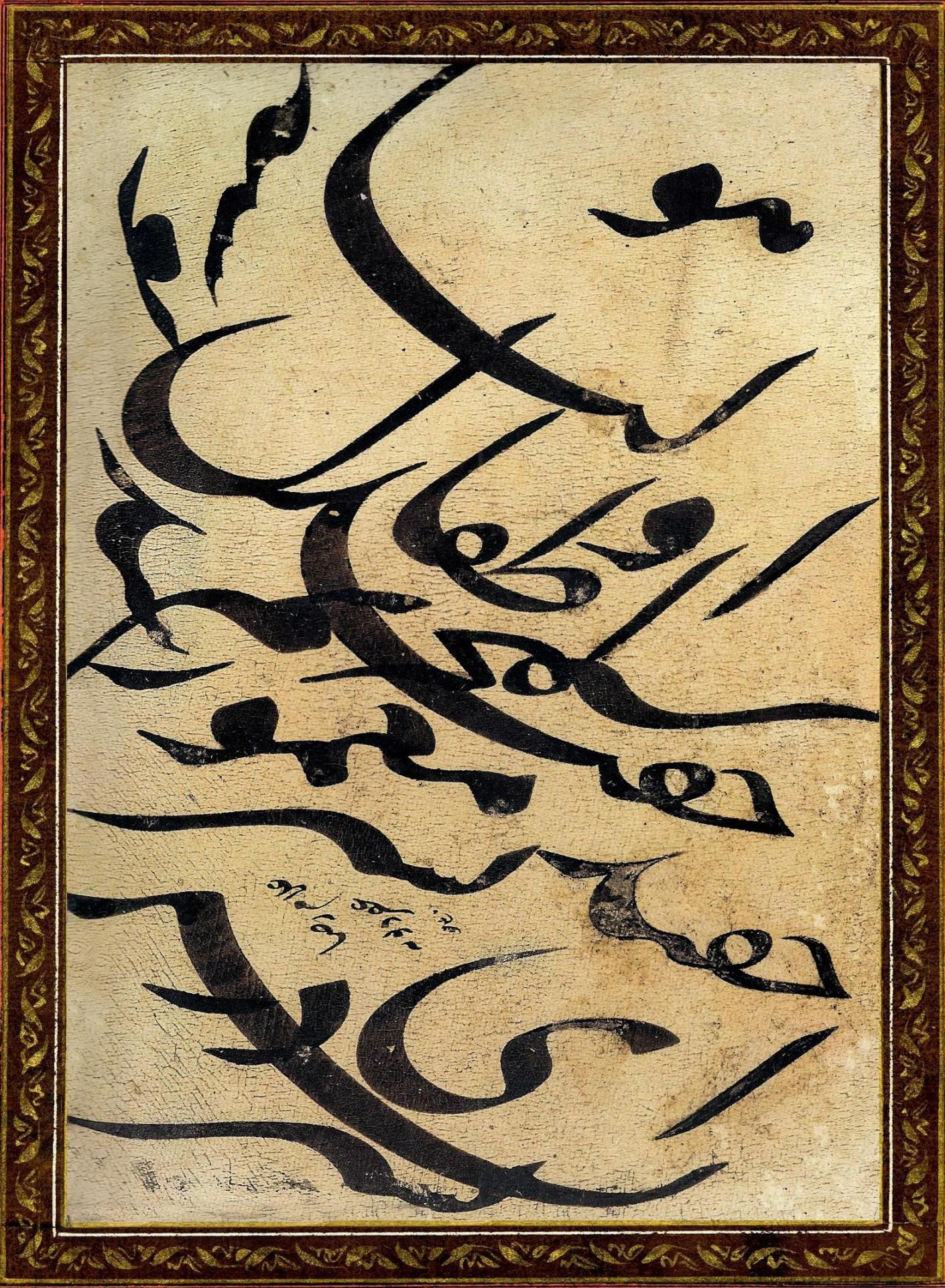
۹
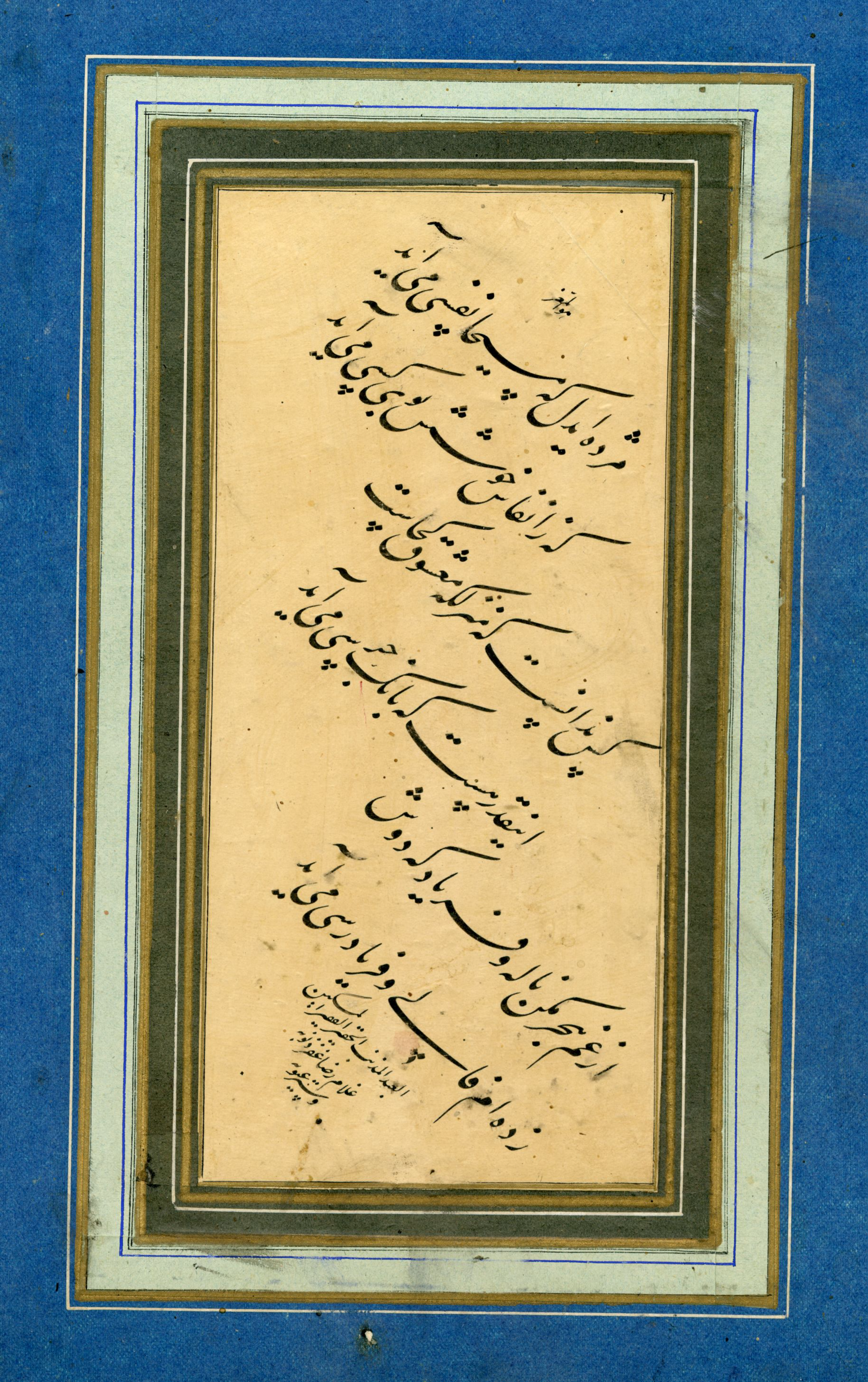
۱۰
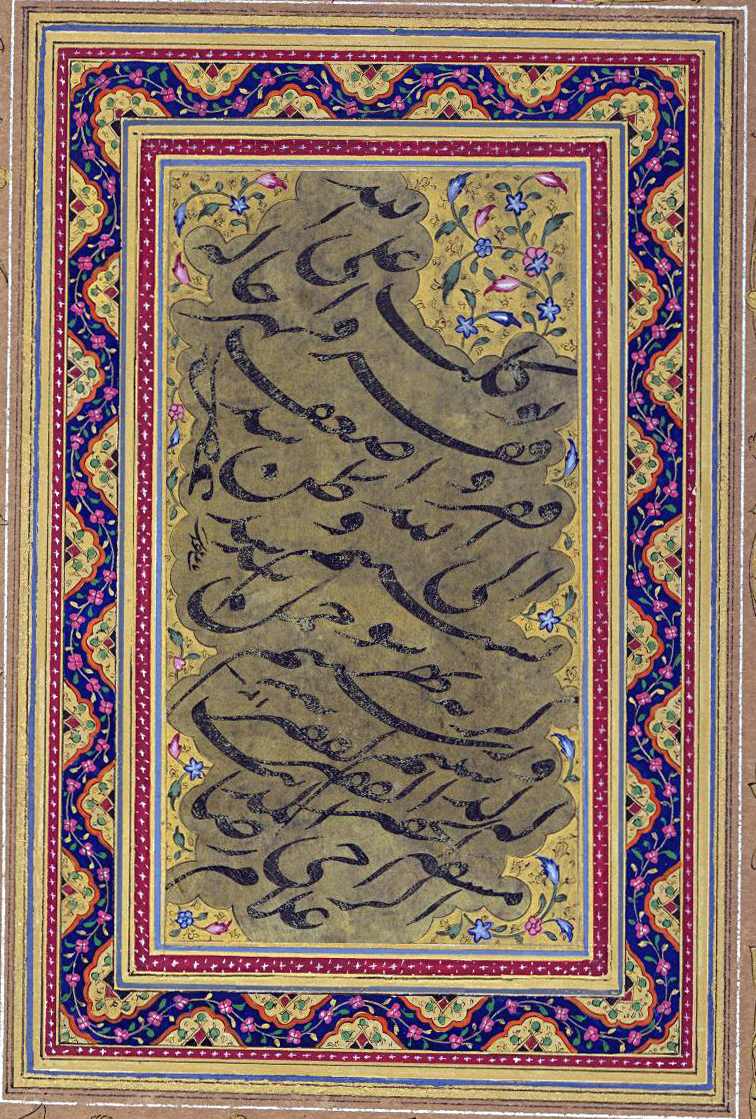
۱۱
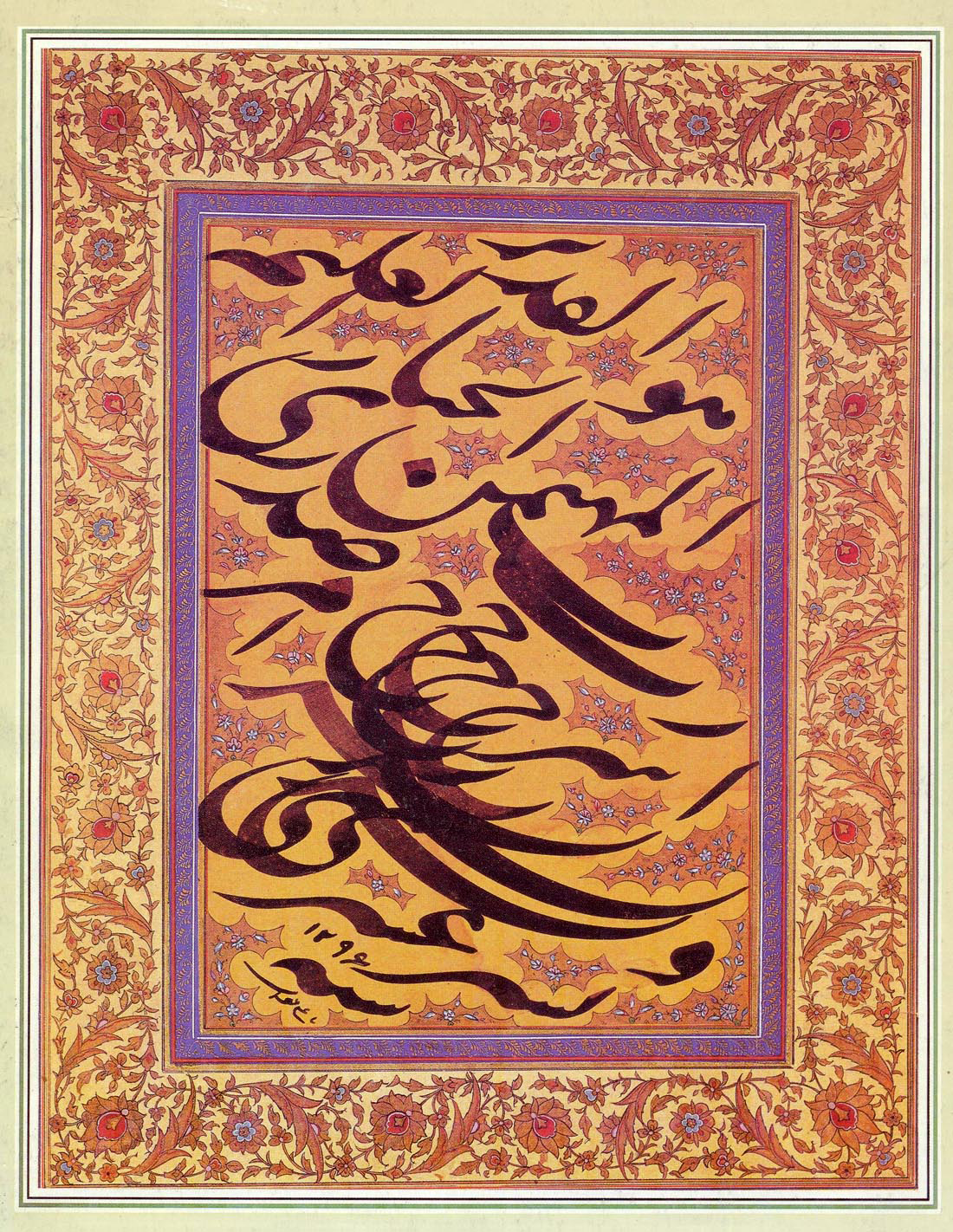
۱۲
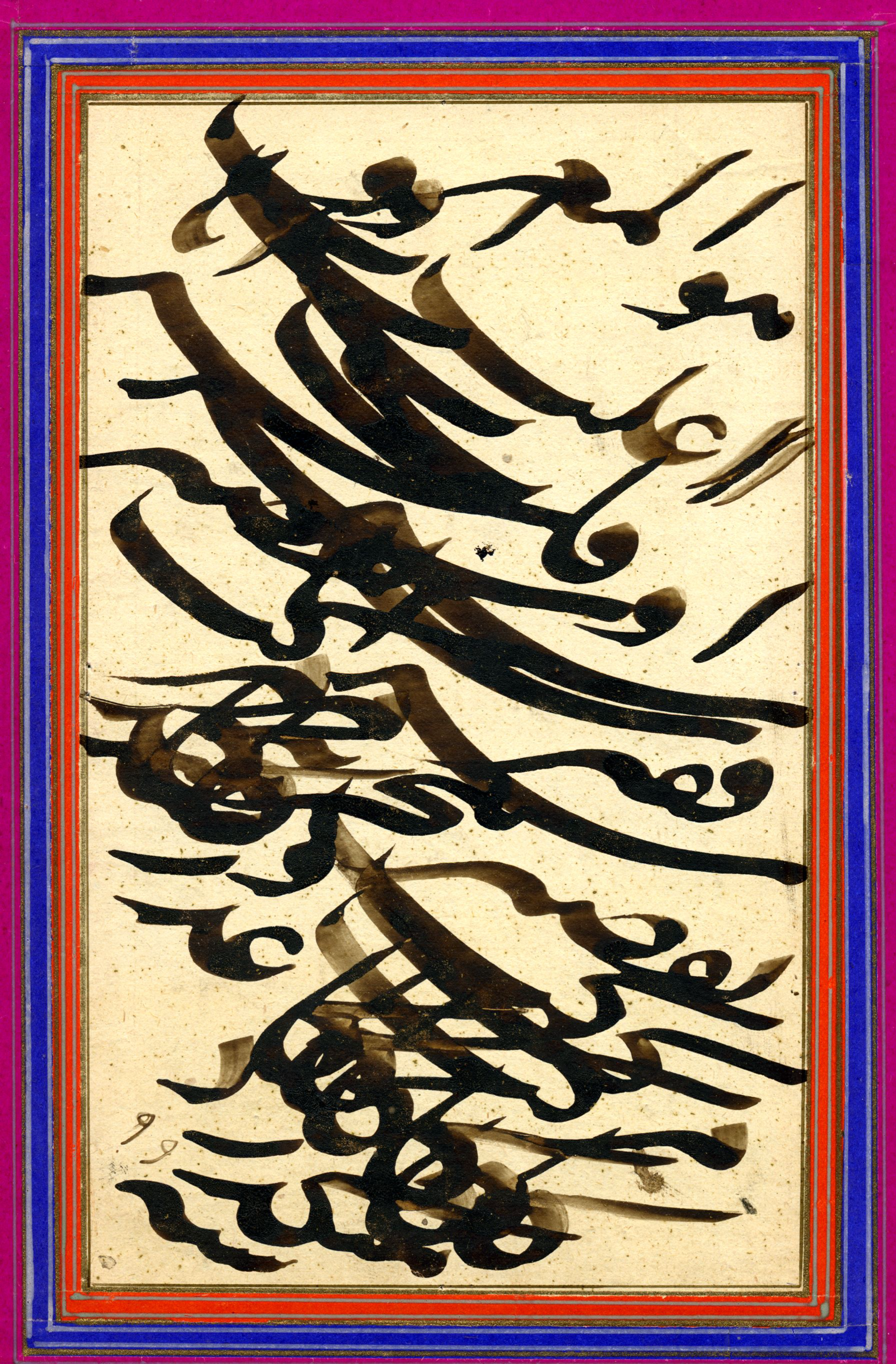
۱۳
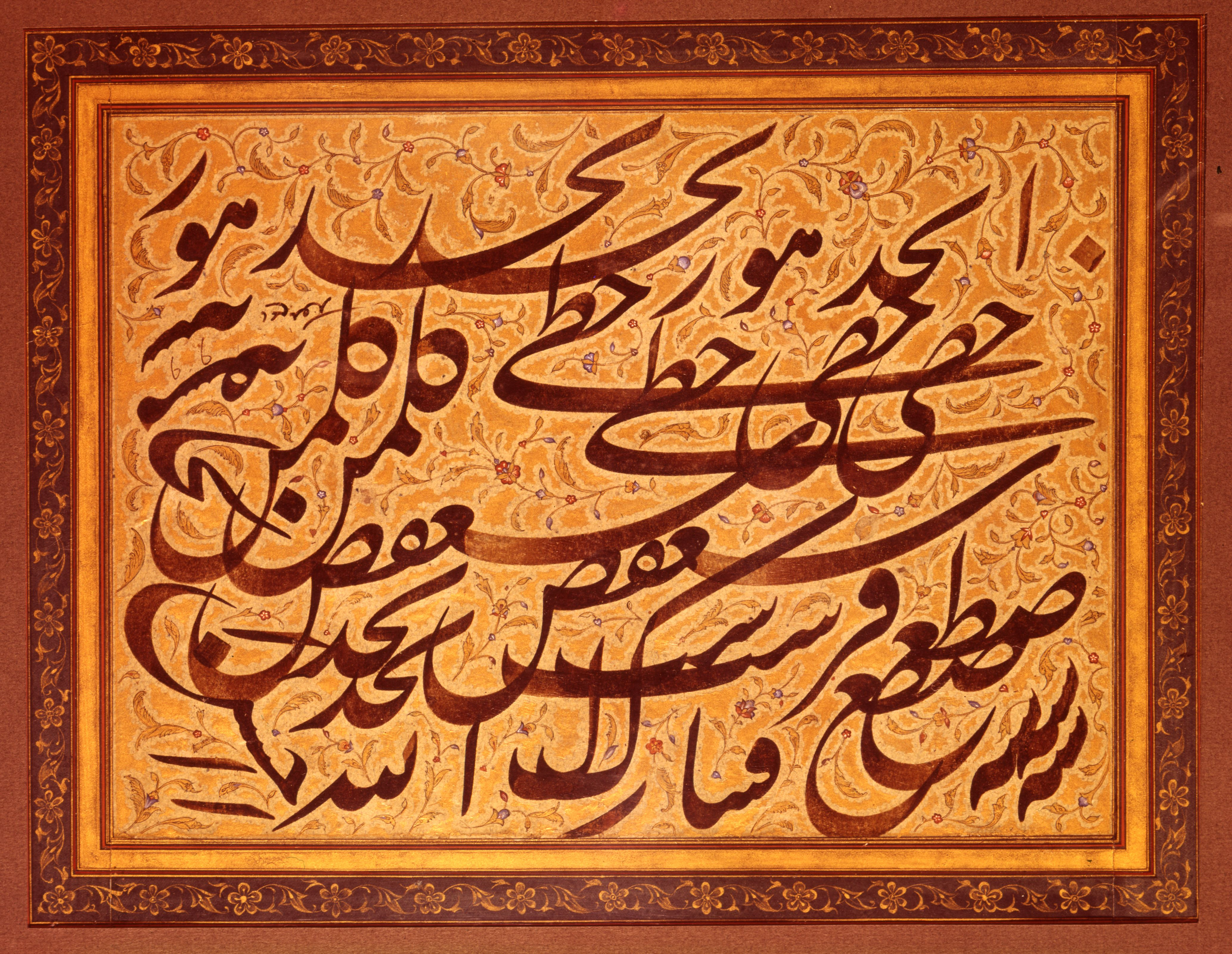
۱۴

## کاربرد و جایگاه
|  |  |  |

از اوایل سدهٔ نهم هجری به بعد، بیشترین کتابتِ ایرانیان در قالبِ خطِّ نستعلیق بوده است. در این سده، نستعلیق در جایگاهِ نخستِ قلم‌های مُعَلَّق، به قلمِ ادبیِ فارسی‌نویسی به‌ویژه در زمینهٔ شعر تبدیل شد و این در حالی بود که تعلیق هنوز در محدودهٔ نگارشِ اسناد باقی مانده بود. بیشترین کاربردِ نستعلیق در نگارشِ کتاب‌های عادی، ادبی و متن‌های غیرمذهبی است. از ابتدای پیدایش تاکنون به‌ندرت متن‌های عربی مانند قرآن، احادیث یا ادعیه با این خط نوشته شده و اغلب دیوان شاعران و کتاب‌های ادبی با این خط نگارش یافته است. کتیبه‌های فراوانی به خطّ نستعلیق موجود است که زبان فارسی و موضوعی غیرمذهبی دارند؛ اما هرگز جانشین ثُلث و کوفی در کتیبه‌نویسی نشد. نستعلیق در نقش سکه و مُهر و نشان هم به‌کار رفت. گویا روحِ نرم و سیّالِ نستعلیق با لطافتِ ادبیات فارسی تأثیر متقابلی برهم دارند. تنها سه نسخهٔ شناخته‌شدهٔ قدیمی در سراسر جهان از قرآن به خط نستعلیق وجود دارد، هرچند ممکن است برخی از ادعیه و مناجات را به نستعلیق پیدا کرد. در سال ۱۳۸۶ ه‍.ش، دبیرخانهٔ شورای عالیِ اطلاع‌رسانی، فونتِ نستعلیق را با نام «ایران نستعلیق» به‌صورتِ یونیکد و آزاد عرضه کرد. این اقدام برای گسترشِ حضورِ خطِّ فارسی در سطحِ بین‌المللی و نیز نگارشِ کامپیوتری صورت گرفت. عدم همخوانیِ خطّ نستعلیق با محیط‌های تولیدِ متن و تنوعِ نگارش آن، سختی‌های فراوانی برای این هدف در پی دارد که با تلاش‌های انجام‌شده تا حدود زیادی این مشکلات رفع شده‌اند. در این مسیر، همکاریِ رایانه برای برعهده گرفتنِ بارِ تولید با ساختِ ترکیب‌های هنری از سوی کارشناسانِ نستعلیق همراه بوده است. این، نخستین گام برای گسترشِ خطّ نستعلیق در قالبِ فونت بوده که همچنان نیازمند تکمیل و بهبودِ بیشتر است.
در سال‌های اخیر، توجهِ ویژه‌ای به جایگاهِ تجاریِ خوشنویسی شده است که نستعلیق در آن، رتبه‌ای ویژه دارد. نخستین حراجِ تخصصیِ خوشنویسی در مهر ۱۳۹۵ ه‍.ش در هتلِ اسپیناس پالاسِ تهران برگزار شد. در این حراج قطعه‌ای چلیپا اثرِ میرعماد با قیمتِ نهاییِ ۶۰۰میلیون تومان و قطعه‌ای از محمدحسین شیرازی با قیمت نهایی ۴۲۰میلیون تومان فروخته شدند. نیز آثاری دیگر در زمینه‌های نقاشیخط و مجسمه‌سازی از فرهاد مُشیری، حسین زنده‌رودی، رضا رینه‌ای، علی شیرازی و هنرمندانی دیگر در این حراج فروخته شدند.

## دیدگاه‌ها

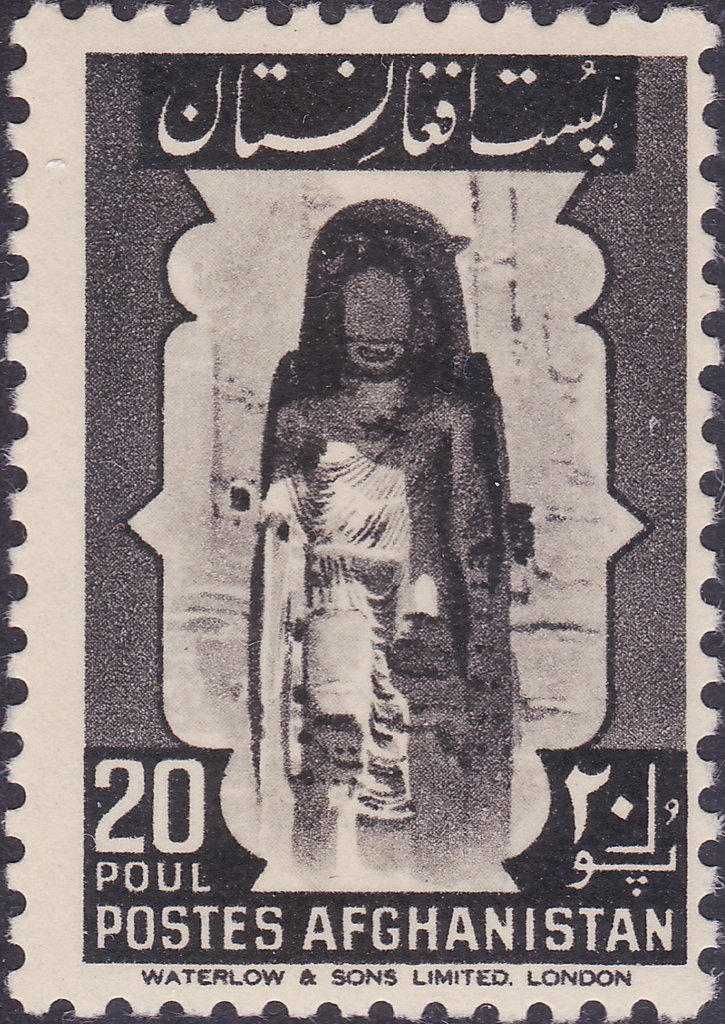
خط نستعلیق در تمبر افغانستان

به‌گفتهٔ علی حصوری، تاریخ‌نگاران بر این اتفاقند که زیباترین خطِّ جهان، نستعلیق است. شماری از متخصصانِ برجستهٔ تاریخِ هنر نیز نستعلیق را ستوده‌اند و آن را شگفت خوانده‌اند مانند فردریش رابرت مارتین، ارنست کوهنل، هووسِپ اوربِلی، آرتور پوپ، فیلیس اَکِرمَن، رالف حراری و ولادیمیر مینُورْسْکی. نستعلیق را «عروسِ خطوطِ اسلامی» خوانند. مهدی بیانی در احوال و آثار خوشنویسان می‌گوید نستعلیق از آفرینش‌های نابِ ایرانیان است که ذوق و سلیقه و لطافتِ طبعِ ایرانی در آن نمایان است؛ و باورِ اهل فن و آشنایان به هنر همگی بر این است که این خط از ظریف‌ترین و دقیق‌ترین هنرهای ایرانی است که در کمالش، اصولِ دوازده‌گانهٔ خوشنویسی رعایت شده است. آرتور پوپ نیز می‌گوید یک صفحه از نستعلیق را جمالی است که هیچ خطی دیگر از خطوط بشری، یارای برابری با آن را ندارد. صدیقی می‌گوید به‌نظر می‌رسد در شکل‌گیری نستعلیق، خطوط مورد استفاده در ایرانِ پیش از اسلام مانند خطّ پهلوی مورد توجه بوده‌اند.